# Умершие в декабре 2017 года
Это список известных людей, соответствующих установленным критериям значимости (см. Википедия:Критерии значимости персоналий), умерших в декабре 2017 года.
Причина смерти указывается лишь в исключительных случаях (убийство, самоубийство, гибель в результате военных действий, смертная казнь, ДТП или несчастные случаи). В остальных случаях — не указывается.

### 31 декабря
- Барбой, Юрий Михайлович (79) — советский и российский театровед, заслуженный деятель искусств Российской Федерации (2008)[1].
- Джоши, Арвинд (88) — индийский и американский компьютерный специалист, придумавший грамматику сложения деревьев[2].
- Казинс, Ричард (58) — исполнительный директор британской кейтеринговой компании Compass Group (с 2006); авиакатастрофа[3].
- Кеог, Дорин (91) — ирландская актриса[4][5].
- Менвьель, Пьер (83) — французский писатель[6].
- Франсуа (граф де Клермон) (56) — представитель Орлеанского дома, граф де Клермон (с 1999), титулярный дофин Франции (1999—2006)[7].
- Широков, Евгений Николаевич (86) — советский и российский живописец, народный художник СССР (1986)[8].

### 30 декабря

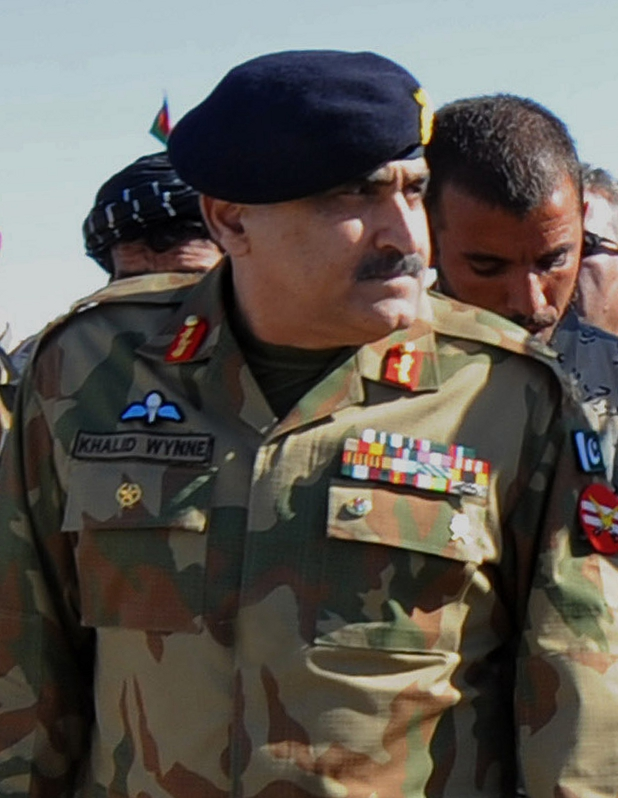
Халид Шамим Винн

- Ботнару, Фёдор Леонтьевич (83) — молдавский государственный деятель, министр национальной безопасности (1997—1998)[9].
- Винн, Халид Шамим (64) — пакистанский военный деятель, генерал, председатель Объединённого комитета начальников штабов (2010—2013); ДТП[10].
- Лаврентьева, Эдера Юрьевна (22) — мастер спорта России по самбо, многократная победительница первенств России по самбо; победительница первенства Мира по самбо в 2012 и в 2014 годах; бронзовый призёр первенства Мира по самбо в 2015 году[11] .
- Майорова, Татьяна Лонгиновна (76) — российская и литовская актриса театра и кино[12].
- Петрушанский, Борис Хаимович (70) — российский режиссёр и сценарист, театральный художник, педагог[13].
- Романов, Евгений Павлович (80) — советский и российский учёный-металловед, член-корреспондент РАН (1997), заслуженный деятель науки Российской Федерации (1996)[14].
- Садыхов, Чингиз Гаджи оглы (88) — советский и азербайджанский пианист, народный артист Азербайджанской ССР, профессор[15].
- Салаи, Дьёндьи (49) — венгерская фехтовальщица-шпажистка, бронзовый призёр летних Олимпийских игр в Атланте (1996)[16].
- Тоёда, Тацуро (88) — президент фирмы Toyota (1992—1995), сын основателя фирмы Киитиро Тоёда[17].
- Шаврин, Александр Валерьевич (57) — российский актёр театра и кино, заслуженный артист Российской Федерации (2001), сын Валерия Шаврина и Елены Паевской[18].

### 29 декабря
- Бейки, Джим (77) — британский художник комиксов[19].
- Брин, Дэнни (67) — американский актёр и продюсер[20][21].
- Лозейру, Жозе (85) — бразильский писатель[22].
- Осинага, Педро (81) — испанский актёр[23][24].
- Плаксин, Владимир Николаевич (68) — белорусский тренер по биатлону, заслуженный тренер Республики Беларусь[25].
- Пустынский, Иван Николаевич (83) — советский и российский учёный в области электроники, ректор ТУСУР, заслуженный деятель науки и техники РСФСР[26].
- Сантин, Пьетро (84) — итальянский футболист и тренер.
- Федоришин, Остап Васильевич (71) — директор Львовского эстрадного театра «Не горюй», заслуженный деятель искусств Украины[27]
- Франко, Кармен (91) — испанская аристократка, 1-я герцогиня де Франко, дочь Франсиско Франко[28].

### 28 декабря

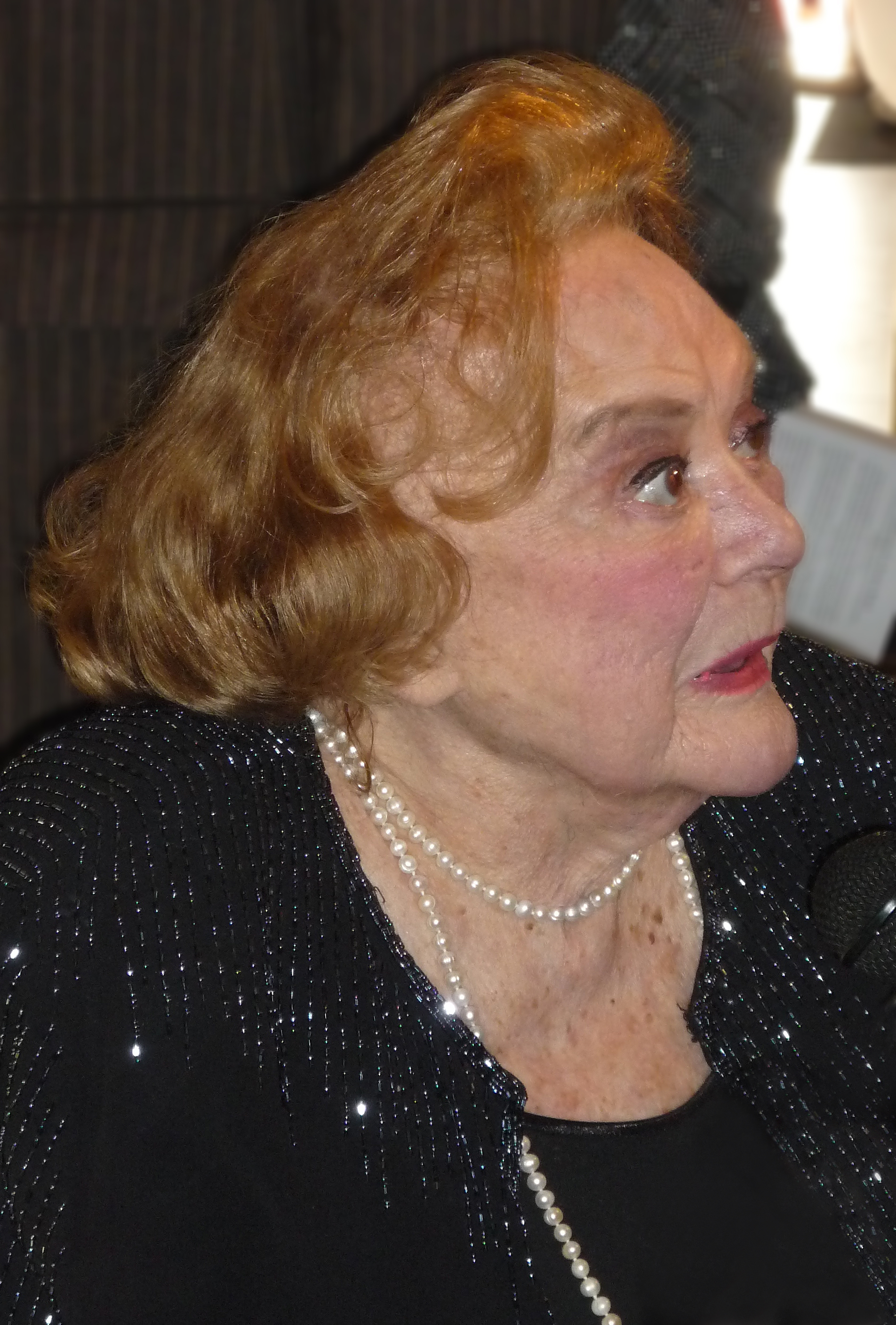
Мари Роуз

- Бугаёв, Дмитрий Яковлевич (88) — советский и белорусский литературовед, критик, лауреат Государственной премии Белорусской ССР имени Якуба Коласа (1984)[29] Архивная копия от 2 января 2018 на Wayback Machine.
- Гиренко, Андрей Николаевич (81) — советский партийный деятель, секретарь ЦК КПСС (1989—1991)[30].
- Графтон, Сью (77) — американская писательница, мастер детективного жанра[31].
- Маталон, Ронит (58) — израильская писательница[32].
- Мустафа, Мелтон (70) — американский джазовый музыкант[33].
- Ори, Жан-Франсуа (68) — французский политик, депутат Европейского парламента (1989—1999), президент Радикальной левой партии (1992—1996)[34].
- Роуз Мари (94) — американская киноактриса, трёхкратный номинант на премию Эмми[35].
- Терлецкий, Станислав (62) — польский футболист[36].
- Туре, Мамаду (89) — сенегальский экономист и государственный деятель, министр финансов (1983—1988)[37].

### 27 декабря

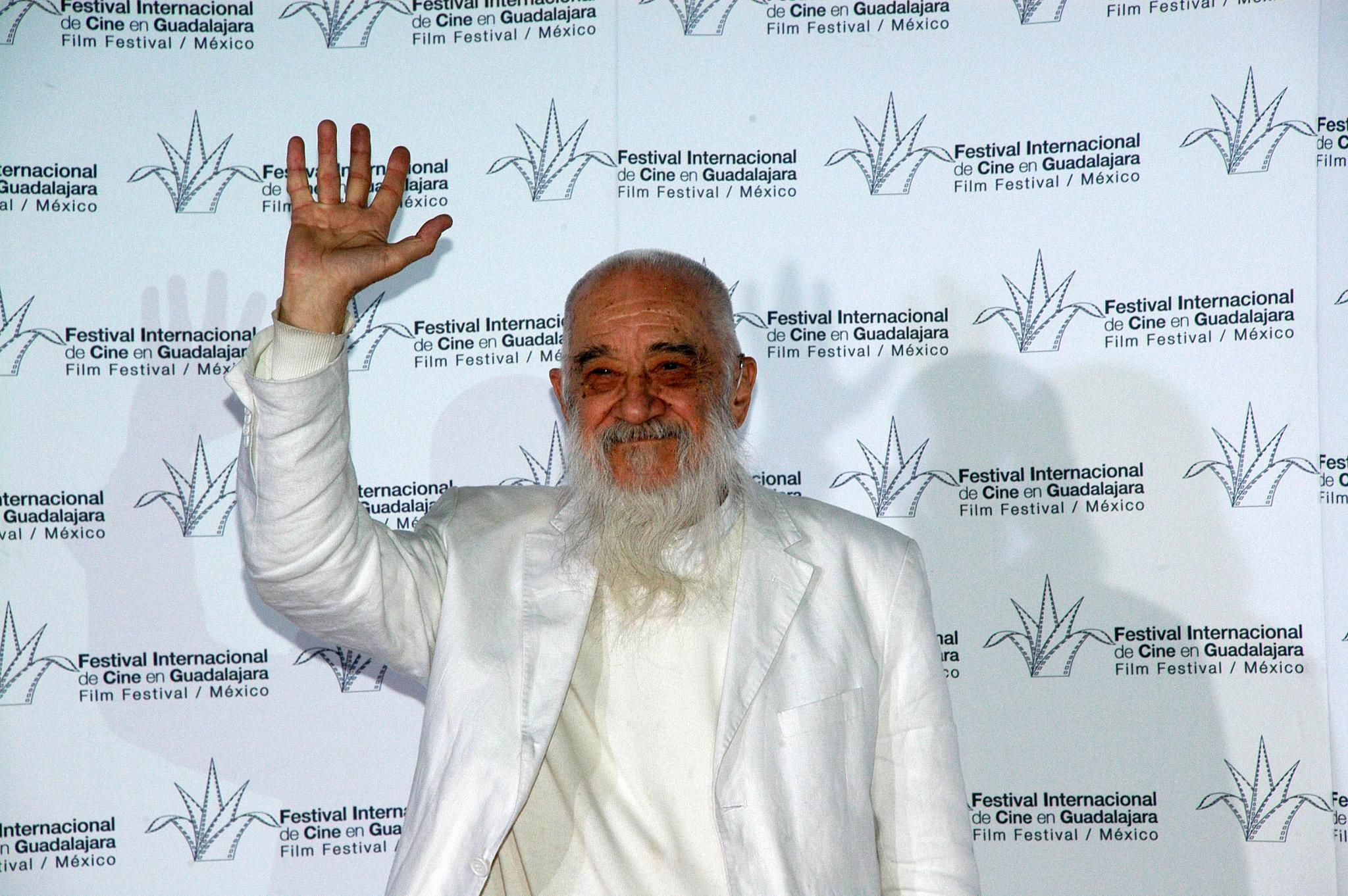
Фернандо Бирри

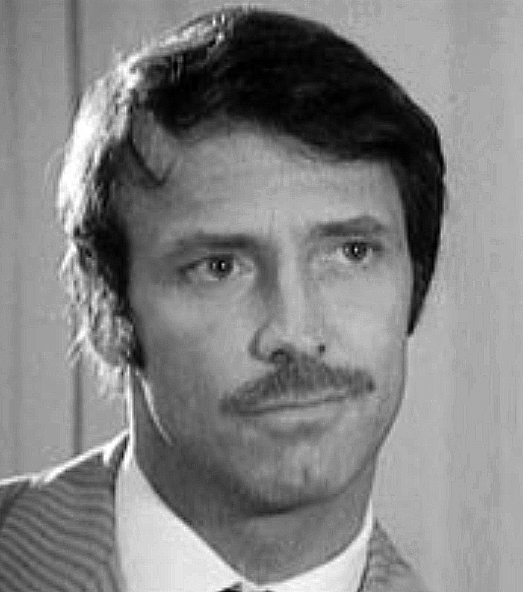
Томас Хантер

- Бирри, Фернандо (92) — аргентинский кинорежиссёр, сценарист, актёр[38][39].
- Васильковский, Александр Ефремович (82) — советский и российский государственный деятель, председатель Орловского облисполкома (1985—1991)[40].
- Виноградов, Владимир Алексеевич (96) — советский и российский историк экономики, директор Института научной информации по общественным наукам (ИНИОН) (1972—1998) академик РАН (1991; академик АН СССР с 1984), участник Великой Отечественной войны[41].
- Кертис, Элфи (87) — британский киноактёр[42].
- Макленнан, Густаво (76) — аргентинский актёр[43].
- Секлер, Керли (98) — американский музыкант[44].
- Сингх, Дальжит (83) — индийский офтальмолог[45].
- Фаттори, Освальдо (95) — итальянский футболист, участник чемпионата мира (1950), футбольный тренер[46].
- Хантер, Томас (85) — американский актёр[47][48].
- Ямамото, Кенити (95) — японский изобретатель, создатель роторных двигателей для автомобилей, глава компании Mazda[49].

### 26 декабря

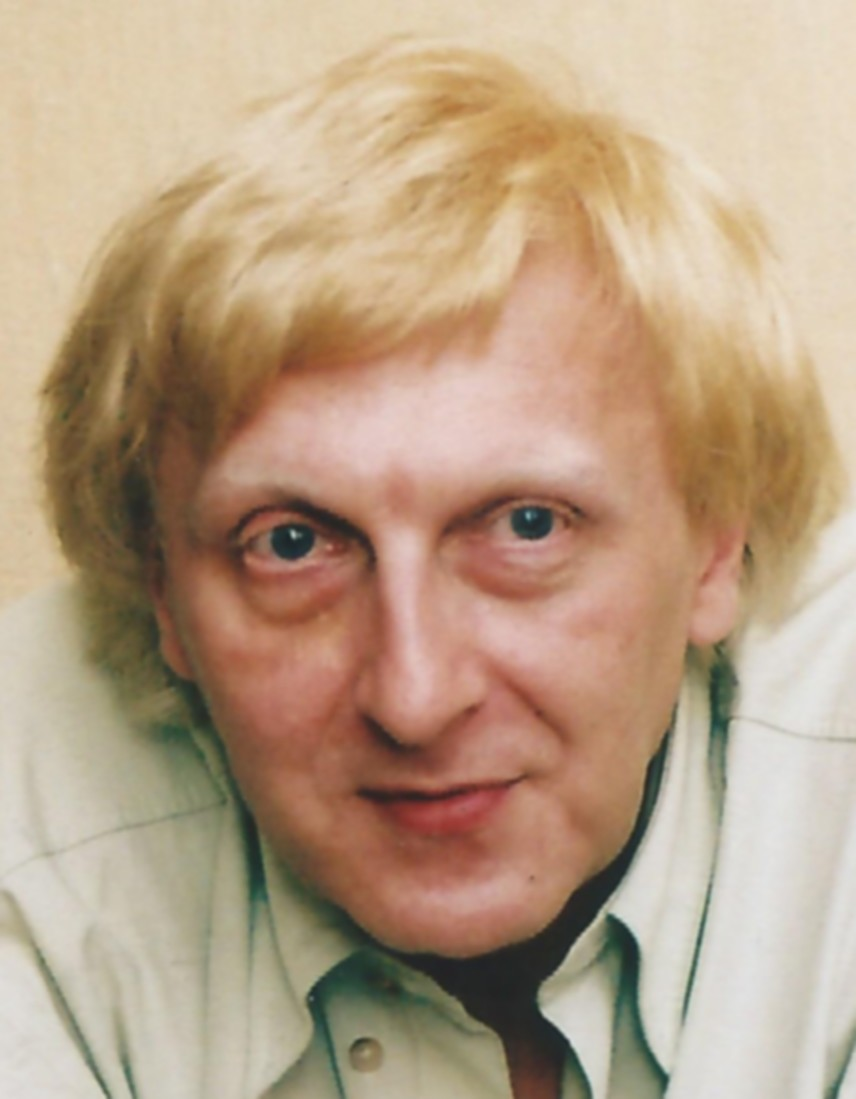
Валерий Бардин

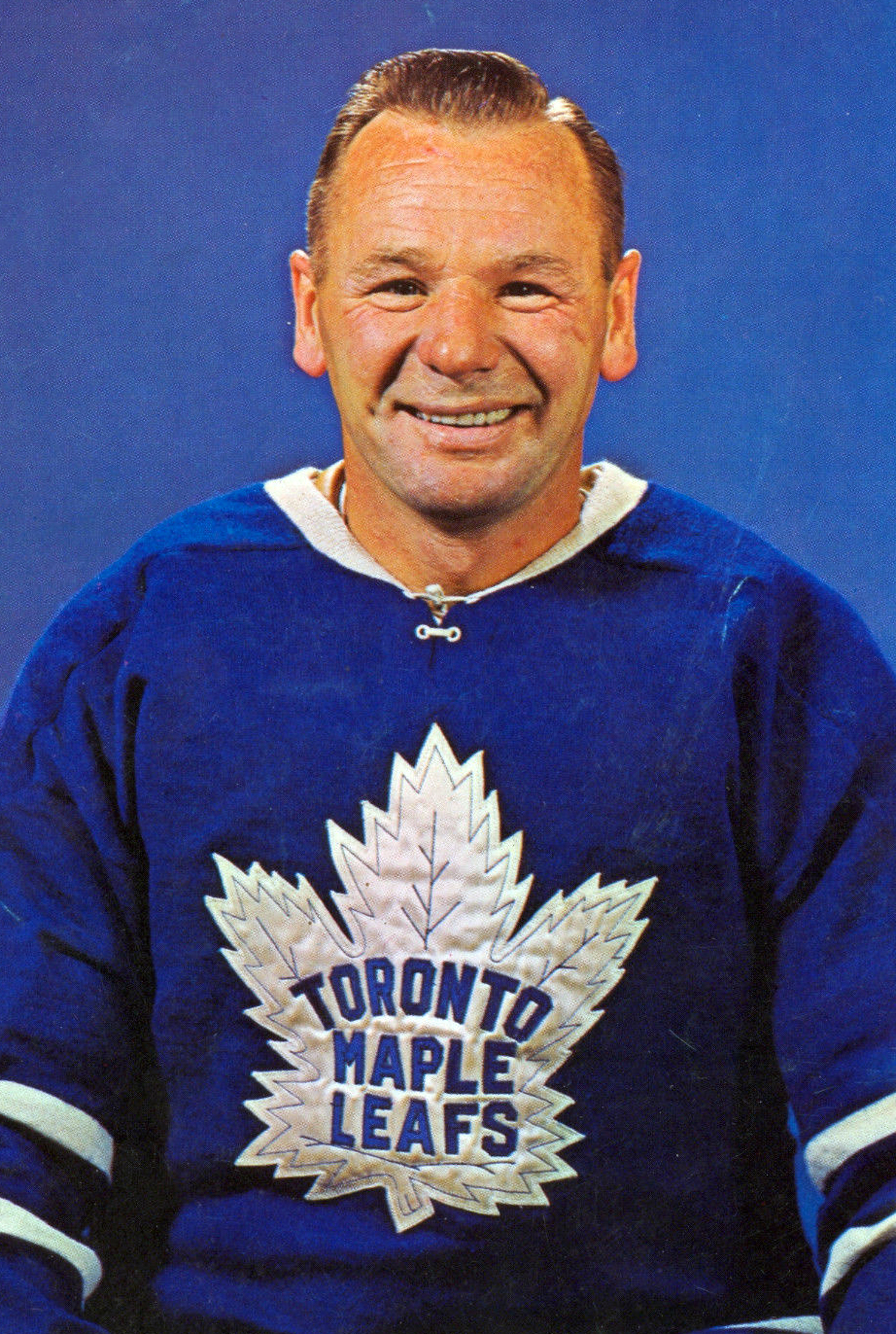
Джонни Бауэр

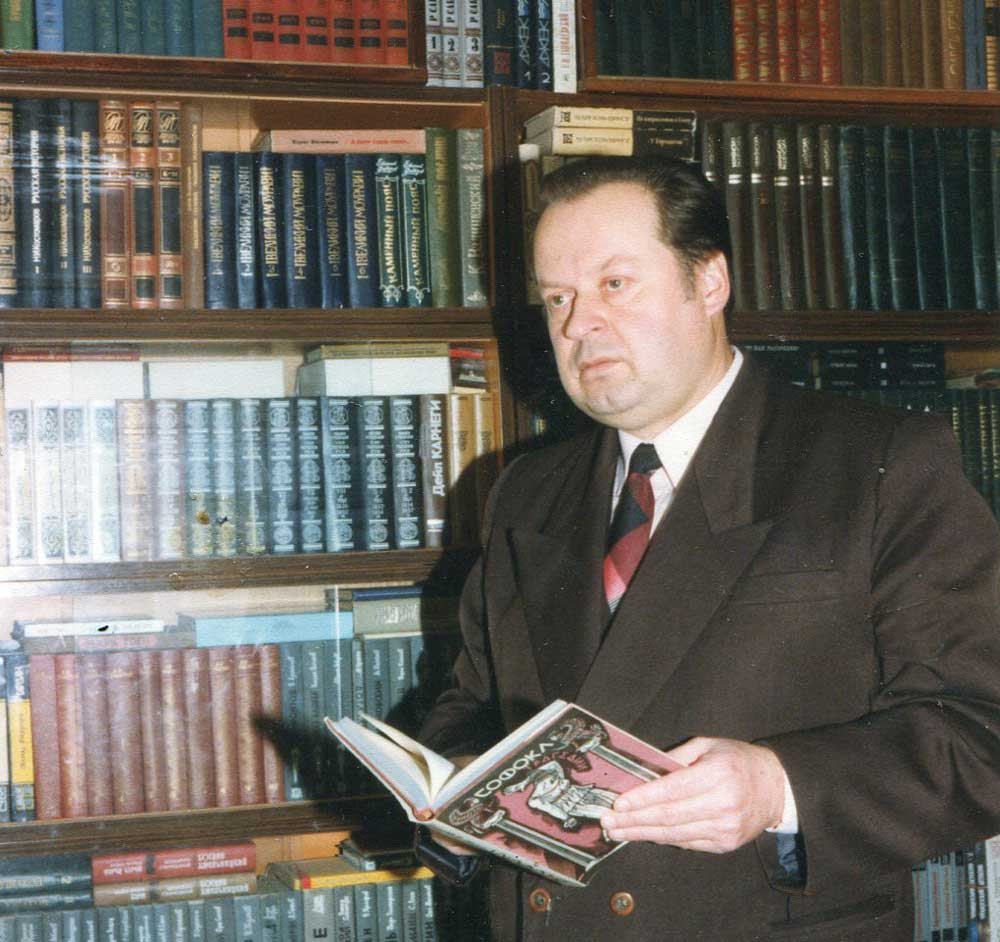
Виталий Леус

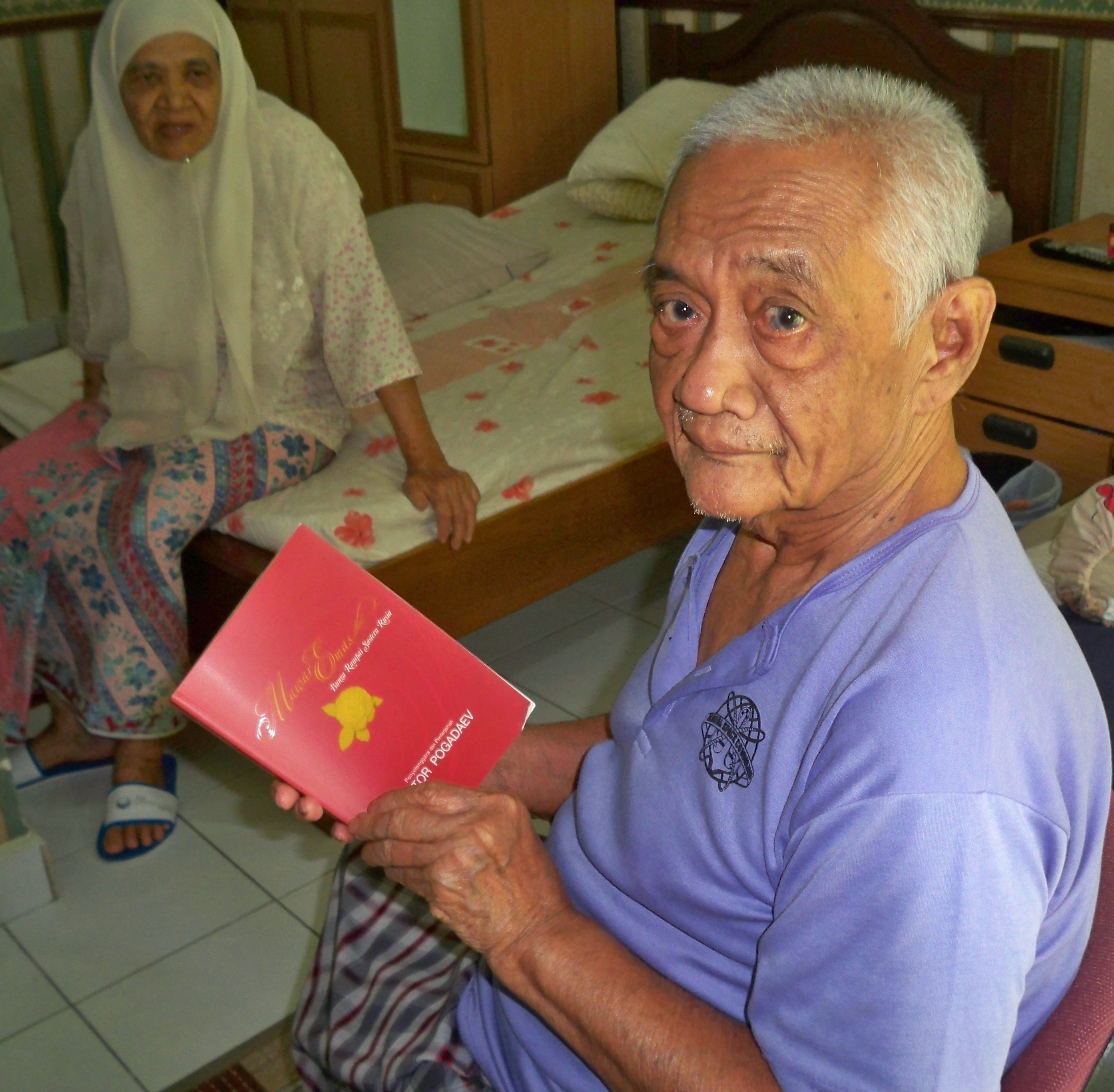
Шахнон Ахмад

- Аллен, Дик (78) — американский поэт[50].
- Ахметшин, Хасан Мубаракович (97) — советский и российский учёный-правовед, специалист по уголовному праву, доктор юридических наук, профессор, заслуженный юрист РСФСР, заслуженный деятель науки Российской Федерации[51].
- Баранов, Игорь Леонидович (85) — советский и российский корабельный конструктор, лауреат Ленинской премии (1984)[52].
- Бардин, Валерий Владимирович (63) — российский программист, один из создателей Рунета[53].
- Бауэр, Джонни (93) — канадский хоккеист, 4-кратный обладатель Кубка Стэнли, член Зала хоккейной славы, участник Второй мировой войны[54].
- Калинов, Константин Геннадьевич (40) — российский предприниматель, основатель крупнейшего сервиса по поиску авиабилетов Aviasales.ru[55].
- Кардосо, Араси (80) — бразильская актриса[56].
- Кобахидзе, Майя Бадриевна (64) — российский телевизионный деятель, глава комитета индустриальных премий — учредителя телевизионной премии ТЭФИ[57].
- Леус, Виталий Николаевич (71) — украинский прозаик, публицист, журналист, краевед.
- Линдстрём, Туя (67) — шведский фотограф[58].
- Маркези, Гуальтьеро (87) — итальянский шеф-повар, который считается основателем современной итальянской кухни[59].
- Махаев, Арифулла Абдулмеджидович (85) — советский и российский дагестанский актёр, артист Аварского музыкально-драматического театра имени Гамзата Цадасы, заслуженный артист России[60].
- Симакин, Виктор Алексеевич (72) — советский и российский театральный и телевизионный режиссёр, заслуженный деятель искусств РСФСР, лауреат Государственной премии РСФСР имени К. С. Станиславского[61].
- Цинтль, Герд (79) — западногерманский гребец академического стиля, чемпион летних Олимпийских игр в Риме (1960)[62].
- Чакыров, Костадин (70) — болгарский государственный и политический деятель, член Политбюро ЦК Компартии Болгарии, председатель партии Союз коммунистов Болгарии (до 2013), советник Генерального секретаря ЦК БКП Тодора Живкова[63].
- Шахнон Ахмад (84) — малайзийский прозаик, Национальный писатель Малайзии[64].

### 25 декабря

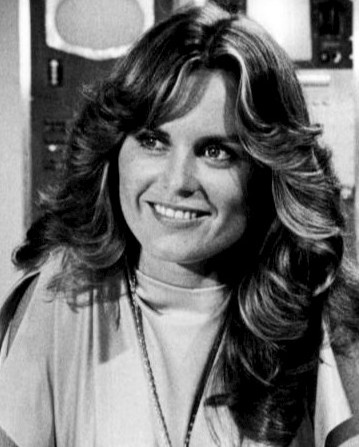
Хезер Мензес-Урих

- Азбелев, Сергей Николаевич (91) — советский и российский филолог и историк, участник Великой Отечественной войны[65].
- Аршакян, Агаси Арамаисович (63) — армянский политический деятель, депутат парламента Армении (1999—2007)[66].
- Вуйчик, Михал (81) — польский легкоатлет (бег на длинные дистанции)[67].
- Залдастанишвили, Константин — грузинский дипломат, посол Республики Грузия в Австрии[68].
- Келлерхальс, Эрих (78) — германский бизнесмен, сооснователь сети Media Markt[69].
- Мензес-Урих, Хезер (68) — американская актриса[70].
- Сыдеев, Валерий Манзаракшеевич (71) — советский и российский тренер по вольной борьбе, заслуженный тренер Российской Федерации[71].
- Тоуил, Вилли (83) — южноафриканский боксёр лёгких весовых категорий, бронзовый призёр летних Олимпийских игр в Хельсинки (1952)[72] Архивная копия от 26 декабря 2017 на Wayback Machine.
- Шаинский, Владимир Яковлевич (92) — советский и российский композитор, народный артист РСФСР (1986), лауреат Государственной премии СССР (1981)[73].
- Эргашев, Аваз (68) — советский и узбекский передовик сельского хозяйства, Герой Узбекистана[74].

### 24 декабря

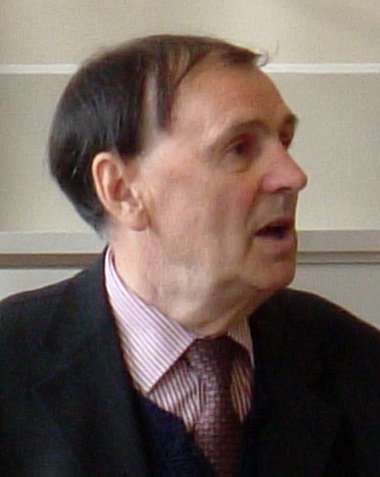
Андрей Зализняк

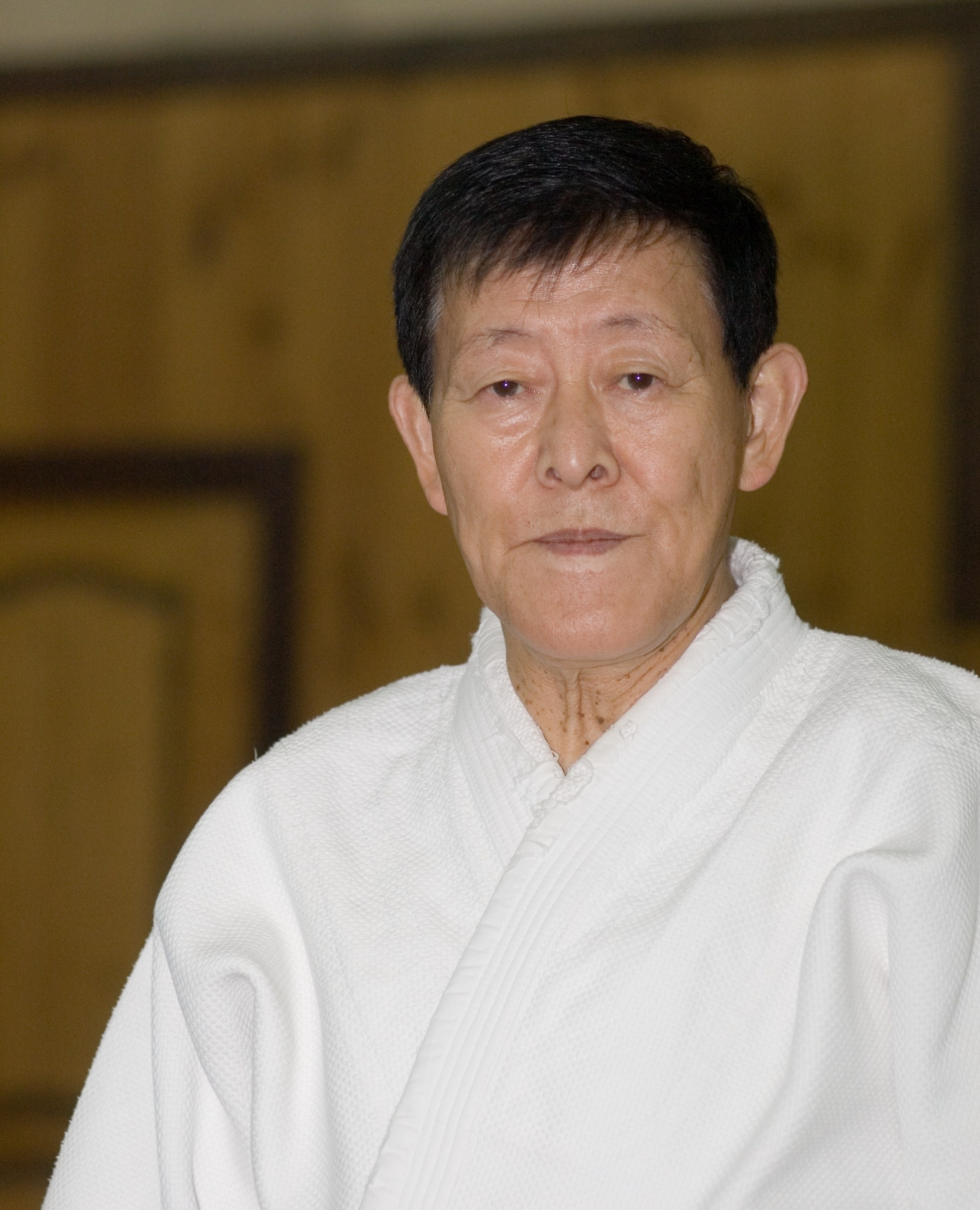
Кёити Иноуэ

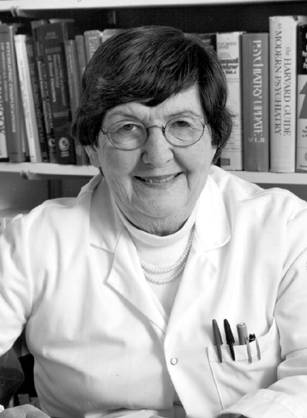
Джимми Холланд

- Василев, Георгий Василев (81) — болгарский театральный актёр, артист Пловдивского драматического театра[75].
- Ефремова, Фаина Порфирьевна (94) — советская балерина, заслуженная артистка РСФСР (1966)[76].
- Зализняк, Андрей Анатольевич (82) — советский и российский лингвист, академик РАН (1997)[77].
- Иноуэ, Кёити (82) — японский мастер боевых искусств, 10-й дан айкидо, Ханси, второй Кантё стиля айкидо Ёсинкан[78].
- Капуцкий, Фёдор Николаевич (87) — белорусский химик, академик Национальной академии наук Беларуси (1994), ректор Белорусского государственного университета (1990—1996)[79].
- Кутин, Никола (81) — болгарский оперный певец[80].
- Литтомерицки, Мария (90) — венгерская пловчиха, чемпионка летних Олимпийских игр в Хельсинки (1952)[81].
- Сураев, Василий Куприянович (64) — российский предприниматель и политик, совладелец и генеральный директор Кировского молочного комбината, депутат Законодательного собрания Кировской области III, IV, V созыва, Кировской городской думы V созыва[82].
- Холланд, Джимми (89) — американский врач, ученый, доктор медицины[83].

### 23 декабря

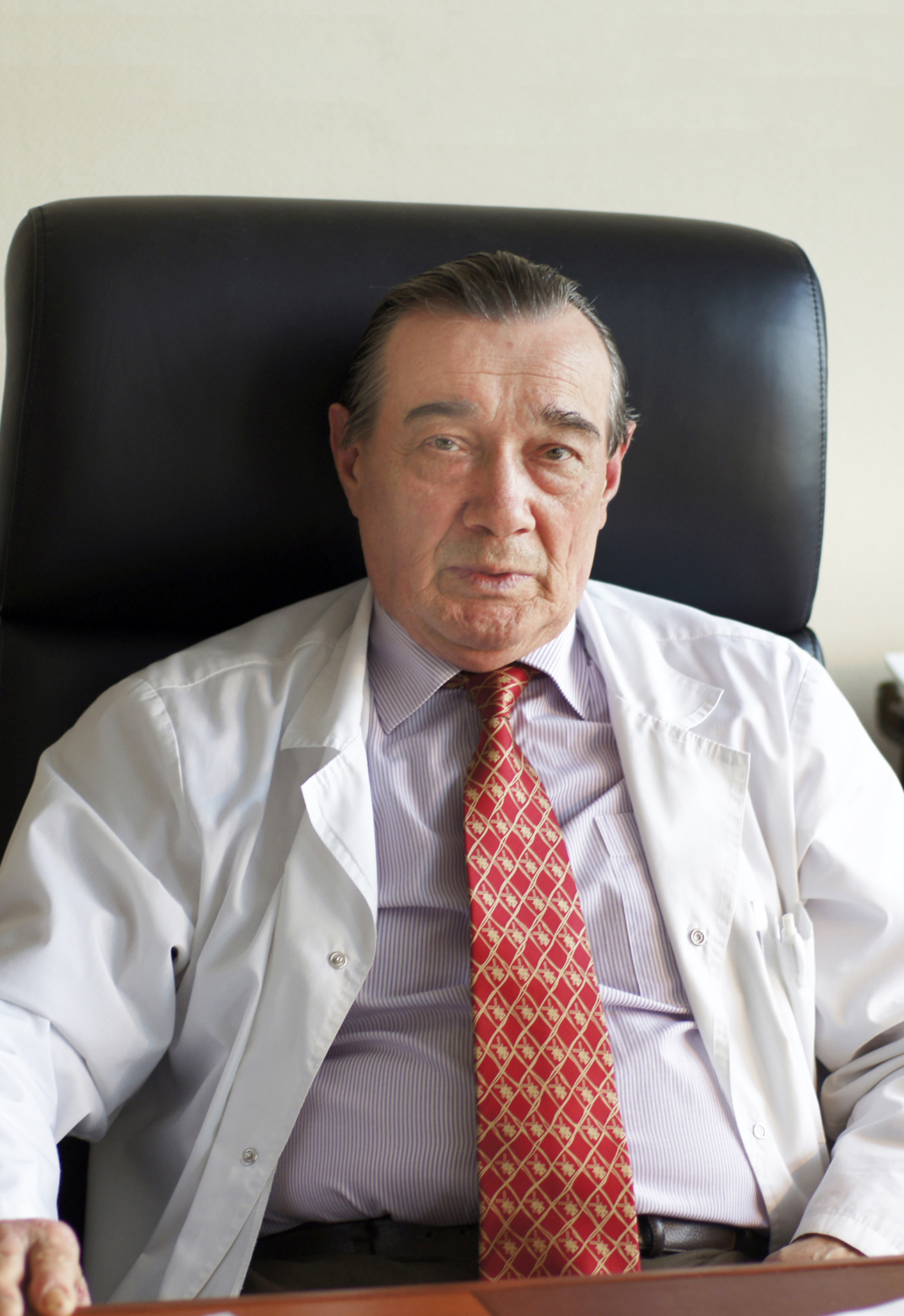
Вячеслав Любименко

- Болоньини, Маноло (92) — итальянский кинопродюсер[84].
- Булатов, Анатолий Павлович — доктор сельскохозяйственных наук, профессор[85]
- Гончаров, Александр Давыдович (78) — советский и российский дирижёр, композитор и аранжировщик, главный дирижёр Краснодарского музыкального театра (1994—2000), заслуженный деятель искусств Российской Федерации[86].
- Кальм, Волли (64) — эстонский геолог и деятель образования, ректор Тартуского университета (с 2012 года)[87].
- Любименко, Вячеслав Андреевич (74) — советский и российский педиатр, неонатолог, детский анестезиолог-реаниматолог; один из основателей службы анестезиологии и реанимации новорожденных в Ленинграде[82].
- Пальчиковский, Сергей Викторович (60) — советский, украинский и российский театральный режиссёр и актёр, заслуженный работник культуры АРК[88].
- Ривера, Нафтали (69) — пуэрто-риканский баскетболист, двукратный серебряный призёр Панамериканских игр (1971, 1975)[89].
- Тимаев, Апты Джахаевич (79) — советский и российский чеченский учёный, доктор филологических наук, профессор, академик Академии наук Чеченской Республики[90].
- Хмелевский, Виктор Казимирович (86) — советский и российский геофизик, доктор геолого-минералогических наук, профессор МГУ[91].

### 22 декабря

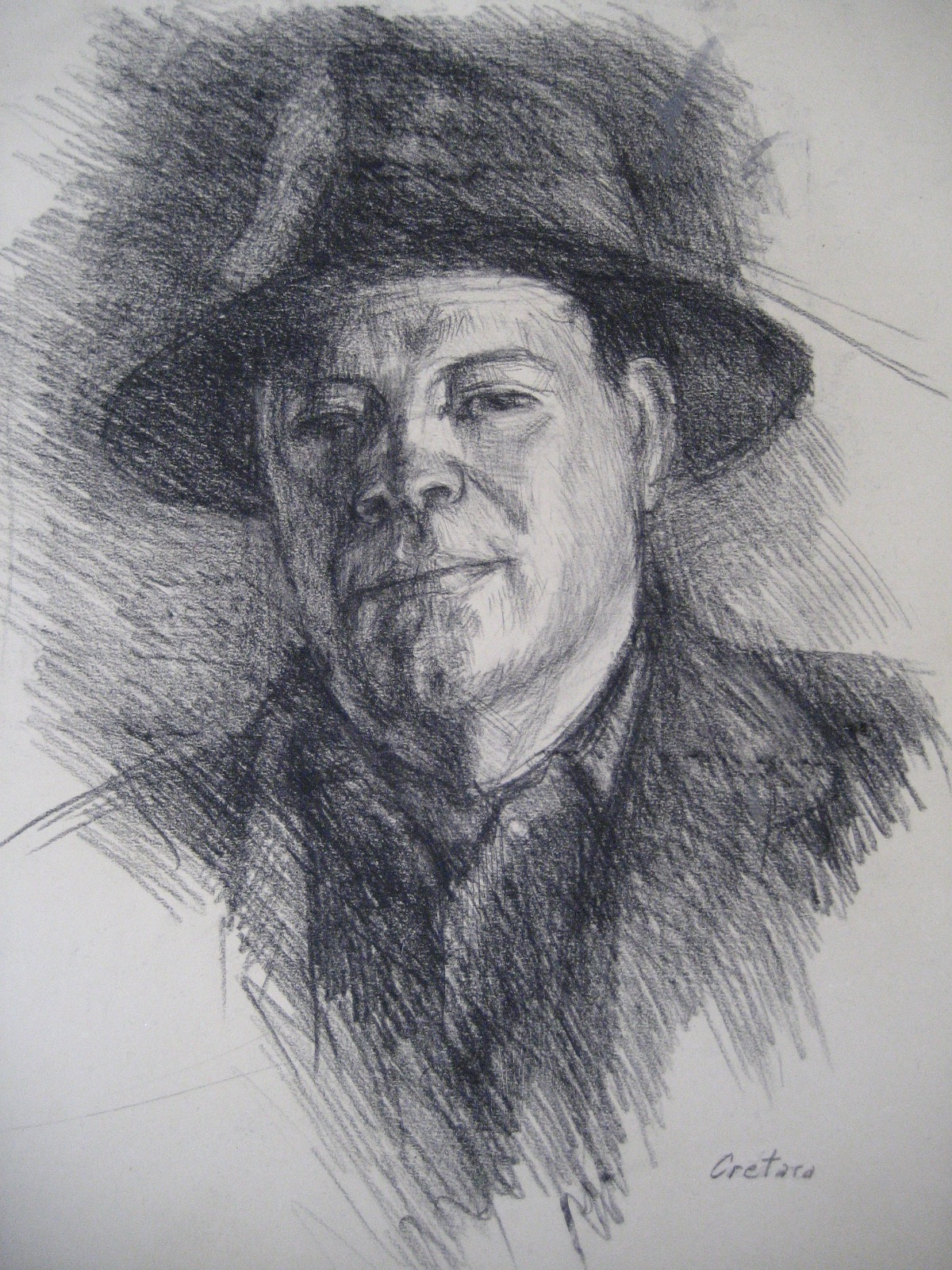
Доменик Кретара

- Бадьяров, Валентин Николаевич (70) — советский и белорусский музыкант, артист ВИА «Песняры» и «Сябры»[92].
- Гринберг, Джеральд (81) — американский монтажёр, лауреат премии «Оскар» за лучший монтаж (1972)[93].
- Джоши, Банвари Лал (82) — индийский государственный деятель, губернатор Уттаракханда (2007—2009) и Уттар-Прадеша (2009—2014)[94].
- Кретара, Доменик (71) — американский хужожник[95].
- Окаев, Каби Окаевич (?) — советский и казахстанский учёный-экономист, основатель Университета Нархоз[96].
- Окутюрье, Мишель (84) — французский историк и переводчик русской литературы[97].
- Устинов, Евгений Алексеевич (89) — советский и российский художник, график, живописец, и скульптор. Заслуженный художник Российской Федерации [?].
- Хеллман, Оке (102) — финский художник, лауреат Pro Finlandia (1963)[98].
- Цимбалист, Роман Иванович (82) — советский и российский тренер по борьбе, заслуженный работник физической культуры (1991), заслуженный тренер России (1994)[99].

### 21 декабря

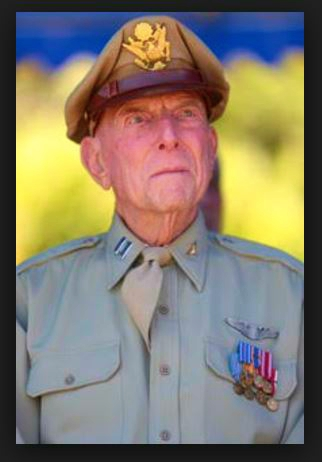
Джерри Еллин

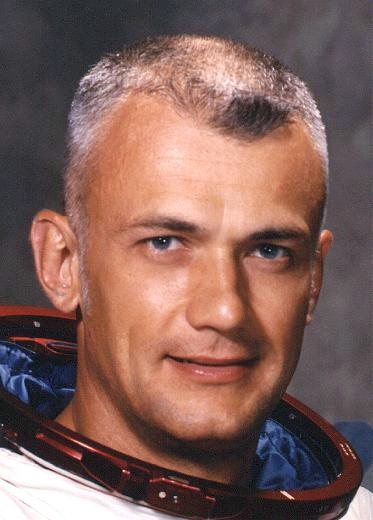
Брюс Маккэндлесс

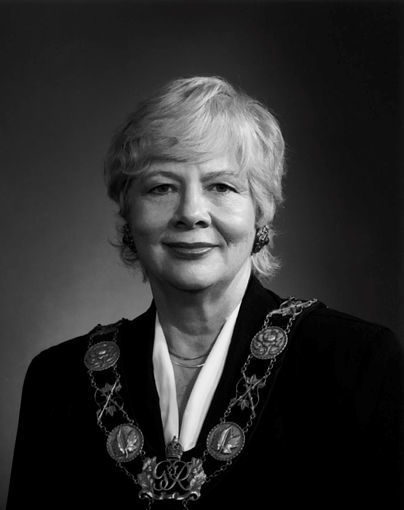
Джун Роулендс

- Боруманд, Манучехр (83) — иранский тяжелоатлет, чемпион летних Азиатских игр (1966)[100].
- Гамзатова, Хаписат Магомедовна (76) — советский и российский государственный деятель, депутат Государственной думы Российской Федерации третьего созыва (2000—2003), член фракции КПРФ[101].
- Еллин, Джерри (93) — американский военный пилот, совершивший последний боевой вылет американской авиации Второй мировой войны[102] Архивная копия от 22 декабря 2017 на Wayback Machine.
- Ианнуарий (Ивлиев) (74) — священнослужитель Русской Православной церкви, архимандрит, профессор Санкт-Петербургской духовной академии, библеист, богослов, педагог и публицист[103].
- Иванов, Александр Алексеевич (67) — советский и азербайджанский журналист, личный охранник президента Азербайджана Гейдара Алиева, директор агентства «Интерфакс-Азербайджан»[104].
- Хуан Луис, Лагунас Розалес (17) — мексиканский блогер и тусовщик; убит[105]
- Исикава, Чу (51) — японский композитор[106].
- Кастильо Ранхель, Хесус (121) — старейший житель Мексики, последний участник Мексиканской революции 1910—1917 годов[107].
- Кеёрна, Арно Артурович (91) — президент Эстонской Академии наук (1990—1994)[108].
- Коссович, Юрий Вадимович (81) — советский и российский архитектор[109].
- Кэтчпоул, Кен (78) — австралийский регбист.
- Леманн, Жан-Пьер (72) — швейцарский экономист[110].
- Майборода, Сергей Иванович (46) — украинский тренер по пляжному футболу[111].
- Маккэндлесс, Брюс (80) — американский астронавт[112].
- Перейра, Франселину (96) — бразильский государственный деятель, губернатор Минас-Жерайс (1979—1983)[113].
- Преображенский, Юрий Владимирович (85) — советский и российский писатель и журналист, главный редактор журнала «Степные просторы»[114].
- Радд, Розуэлл (82) — американский композитор и тромбонист[115].
- Роулендс, Джун (93) — канадский политический деятель, мэр Торонто (1991—1994)[116].
- Сулейман, Мона (75) — филиппинский спринтер, трёхкратная чемпионка летних Азиатских игр (1962)[117]
- Фронтир, Доминик (86) — американский композитор, аранжировщик, джазовый аккордеонист[118].
- Ши Ичэн (91) — китайский буддистский монах, лауреат Премии мира имени Конфуция (2013)[119].

### 20 декабря

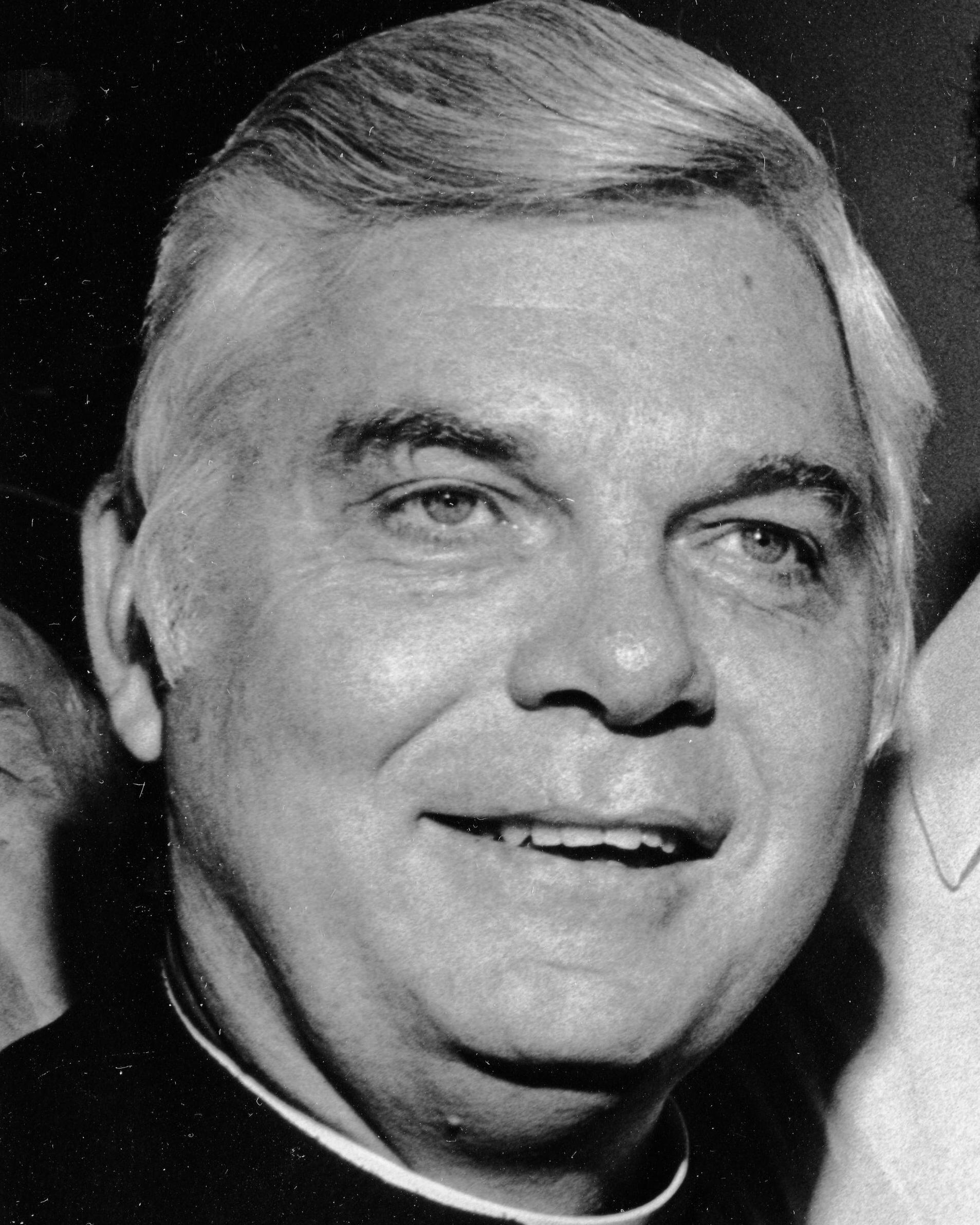
Бернард Лоу

- Бачило, Иллария Лаврентьевна (90) — советский и российский правовед, доктор юридических наук, профессор, заслуженный юрист РФ (2006)[120].
- Гийон, Жан-Жак (85) — французский спортсмен (конный спорт), чемпион летних Олимпийских игр в Мехико (1968)[121].
- Лоу, Бернард (86) — американский кардинал, архиепископ Бостона (1984—2002)[122].

### 19 декабря
- Ирвинг, Клиффорд (87) — американский писатель и журналист, который в 1971 г. сфальсифицировал автобиографию миллионера Говарда Хьюза[123].
- Котельников, Евгений Петрович (78) — советский и украинский футболист и тренер[124].
- Крус, Лито (76) — аргентинский актёр и режиссёр[125].
- Терри, Питер (91) — маршал королевских ВВС Великобритании, губернатор Гибралтара (1985—1989)[126].

### 18 декабря

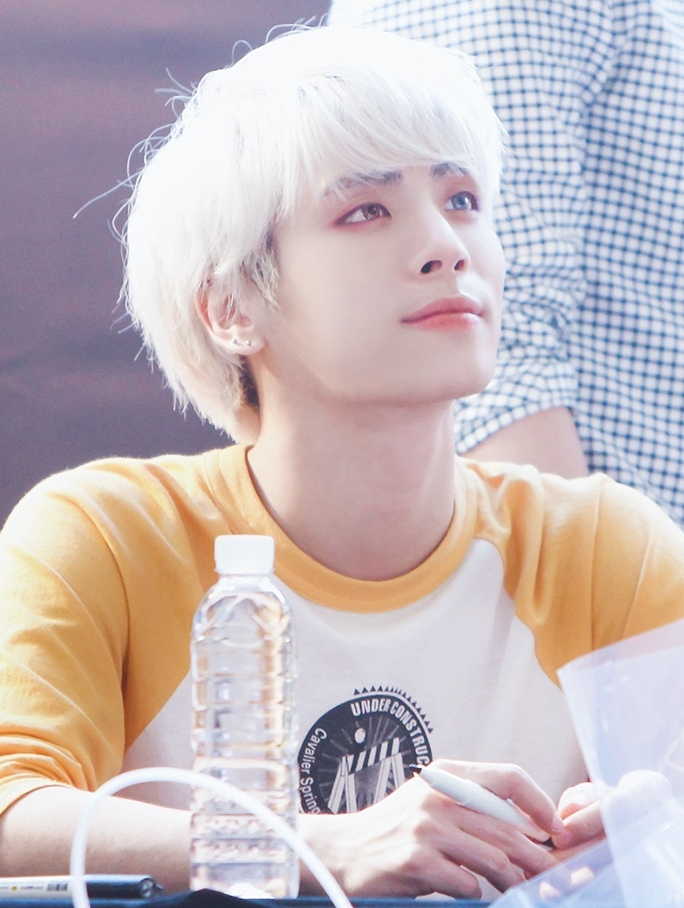
Ким Джонхён

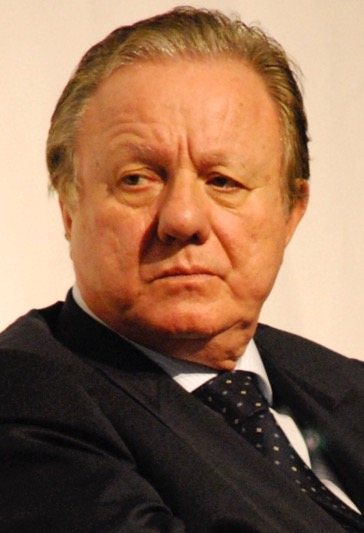
Алтеро Маттеоли

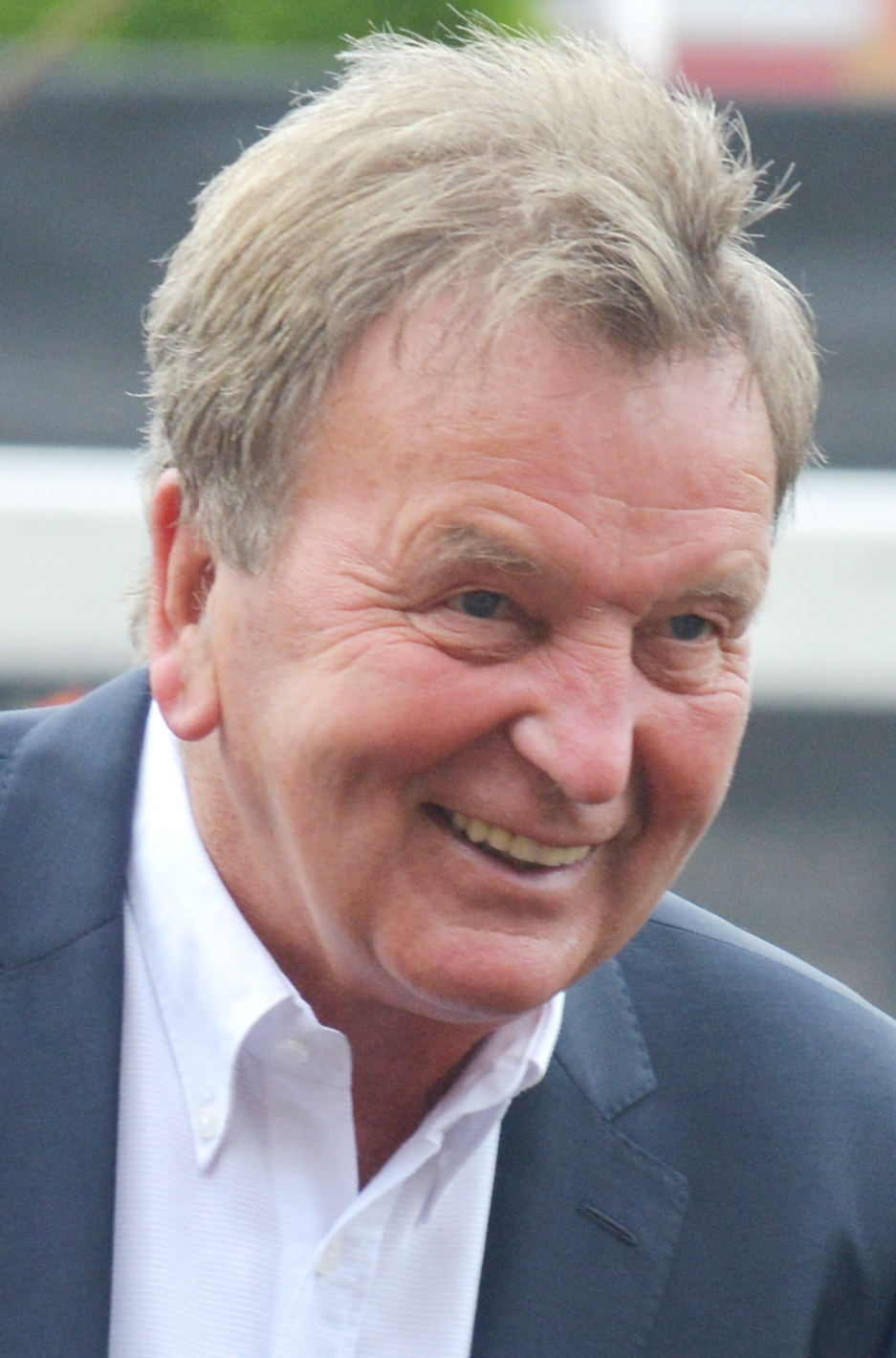
Йозеф Пешице

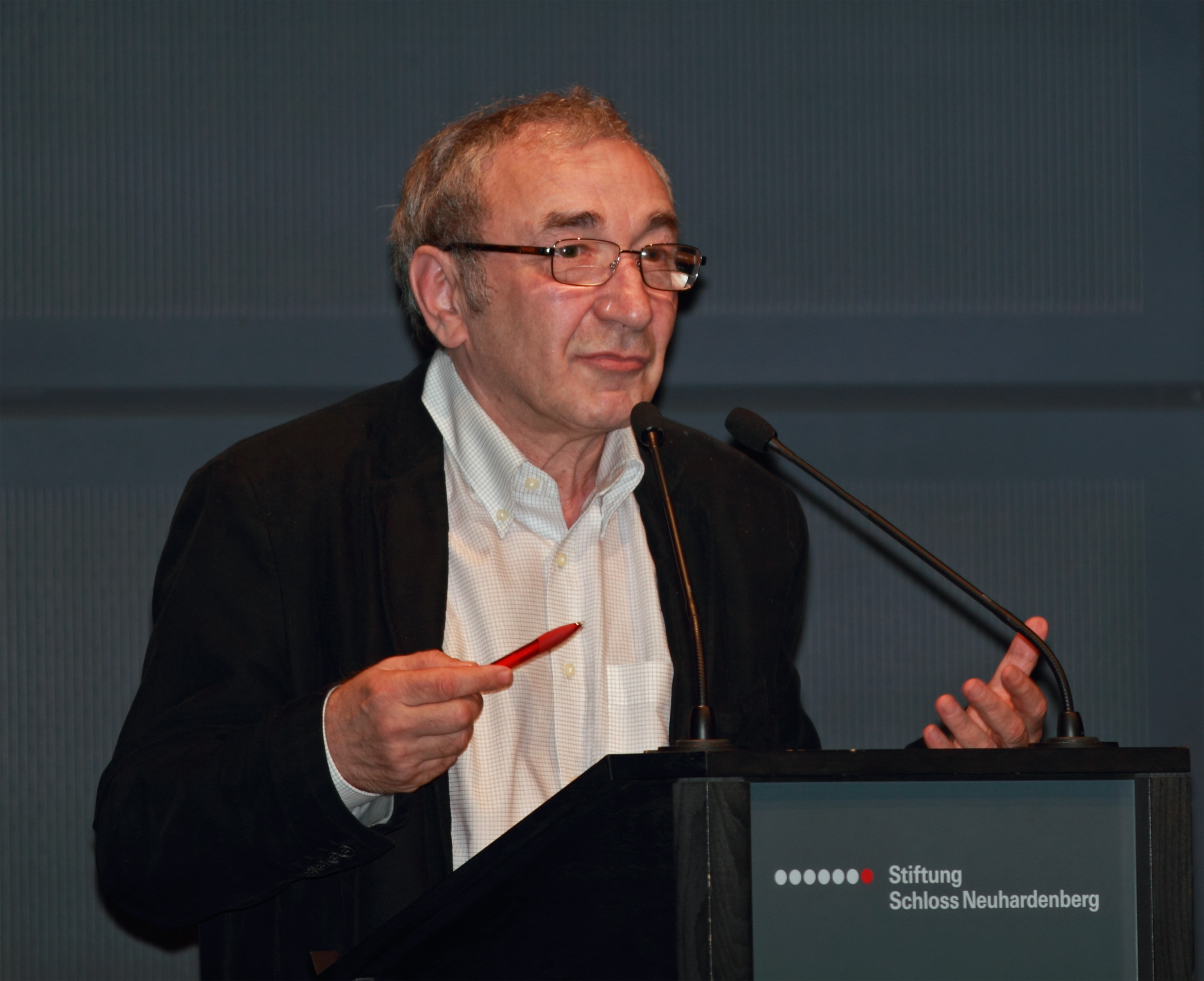
Арсений Рогинский

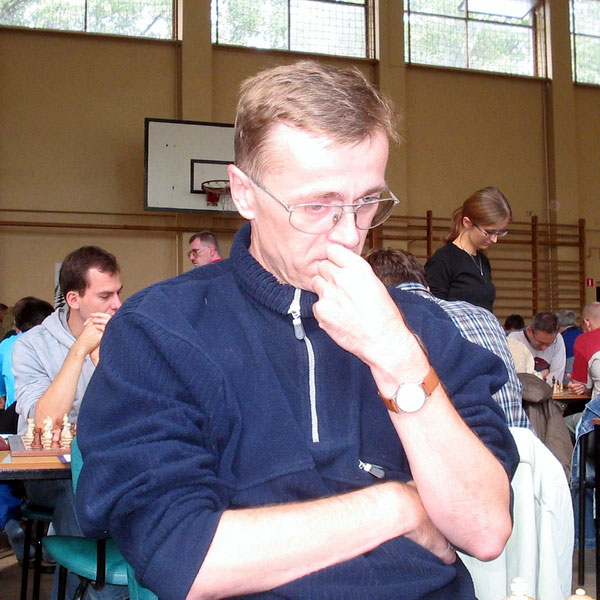
Богуслав Сыгульский

- Абдуллаев, Абдугани Абдуллаевич (64) — советский и узбекский мастер резьбы по дереву, Герой Узбекистана (2006)[127].
- Безыментов, Александр Емельянович (86) — советский и российский актёр театра и кино, артист Брянского театра драмы им. А. К. Толстого (с 1976), участник Великой Отечественной войны[128].
- Булекбаев, Зейнулла (85) — советский и казахстанский геолог, первооткрыватель крупнейших месторождений нефти (Кенкияк, Жанажол, Алибекмола)[129].
- Василати, Ион (81) — советский и молдавский юрист, судья Конституционного суда Республики Молдова (1995—2008)[130].
- Ким Джонхён (27) — южнокорейский певец и автор песен, главный вокалист бойс-бэнда SHINee и участник проекта SM the Ballad[131]..
- Йод Пхимписан, Георгий (84) — тайский католический прелат, епископ Удонтхани (1975—2009)[132].
- Липович, Лев Борисович (100) — советский лётчик-штурман, участник четырёх войн[133].
- Локен, Йохан (73) — норвежский политический и государственный деятель, министр сельского хозяйства (1981—1983)[134].
- Маттеоли, Альтеро (77) — итальянский государственный деятель, министр по делам окружающей среды (1994—1995, 2001—2006), министр инфраструктуры и транспорта (2008—2011)[135].
- Патрушева, Нина Михайловна (90) — советский и казахстанский музыкальный педагог, профессор, заслуженный деятель искусств Республики Казахстан[136].
- Пешице, Йозеф (67) — чешский футболист и тренер, чемпион Чехословакии (1977/1978), главный тренер сборной Чехии по футболу (2013)[137].
- Ратников, Николай Леонидович (80) — советский и российский тренер по лыжным гонкам, заслуженный тренер РСФСР (1981)[138].
- Рогинский, Арсений Борисович (71) — советский и российский историк, правозащитник, общественный деятель, председатель правления правозащитного и благотворительного общества «Мемориал»[139].
- Сыгульский, Богуслав (60) — польский шахматист, международный мастер (1988)[140].
- Теран, Ана Энрикета (99) — венесуэльская поэтесса[141].

### 17 декабря

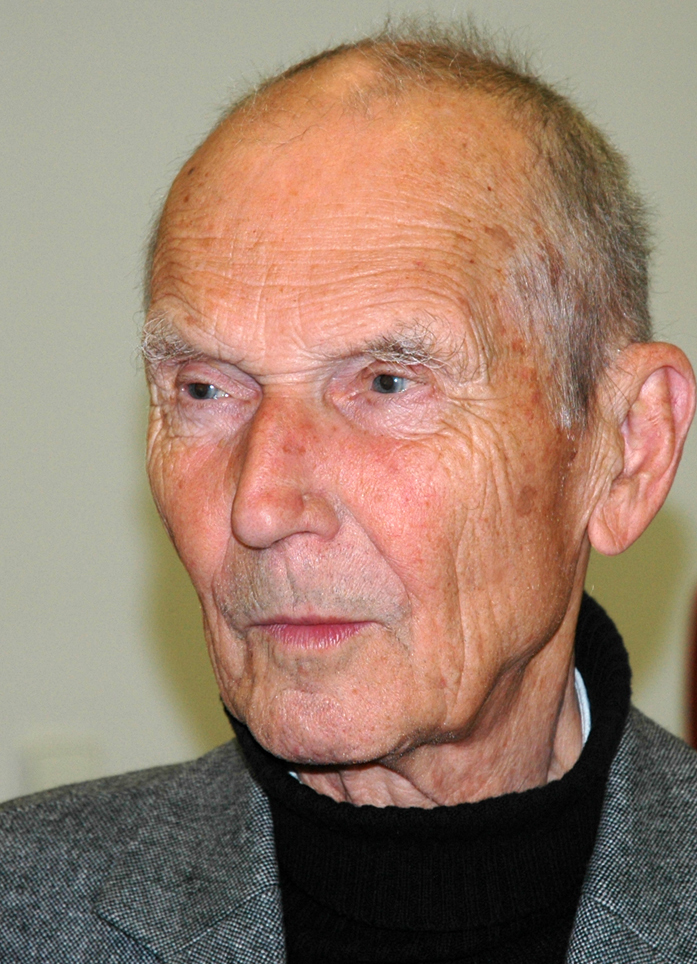
Павел Бразда

- Бразда, Павел (91) — чешский художник[142].
- Вощинников, Николай Васильевич (66) — российский учёный, астроном, профессор кафедры астрофизики Санкт-Петербургского государственного университета[143].
- Галбен, Андрей Ильич (69) — советский и молдавский историк, ректор Международного независимого университета Молдовы (с 1992 года)[144].
- Глидден, Боб (73) — американский автогонщик, многократный чемпион США по дрэг-рейсингу[145].
- Греде, Челль (81) — шведский режиссёр и сценарист[146].
- Леонетти, Франческо (93) — итальянский писатель и поэт[147].
- Мэхогани, Кевин (59) — американский певец[148].
- Натансон, Георгий Григорьевич (96) — советский и российский режиссёр театра и кино, сценарист, драматург, народный артист Российской Федерации (1994), лауреат Государственной премии СССР (1977)[149].
- Романцев, Геннадий Михайлович (67) — российский педагог, ректор Российского государственного профессионально-педагогического университета (РГППУ) (1993—2013), академик РАО (2005)[150].
- Смит, Кили (89) — американская джазовая певица[151]
- Тастанбеков, Куман Нурмаганович (72) — советский и казахстанский актёр театра и кино, народный артист Казахстана (1993), член Союза кинематографистов СССР[152].
- Якупова, Рашания Мустафовна (89) — советский и российских художник, вдова Хариса Якупова[153]

### 16 декабря

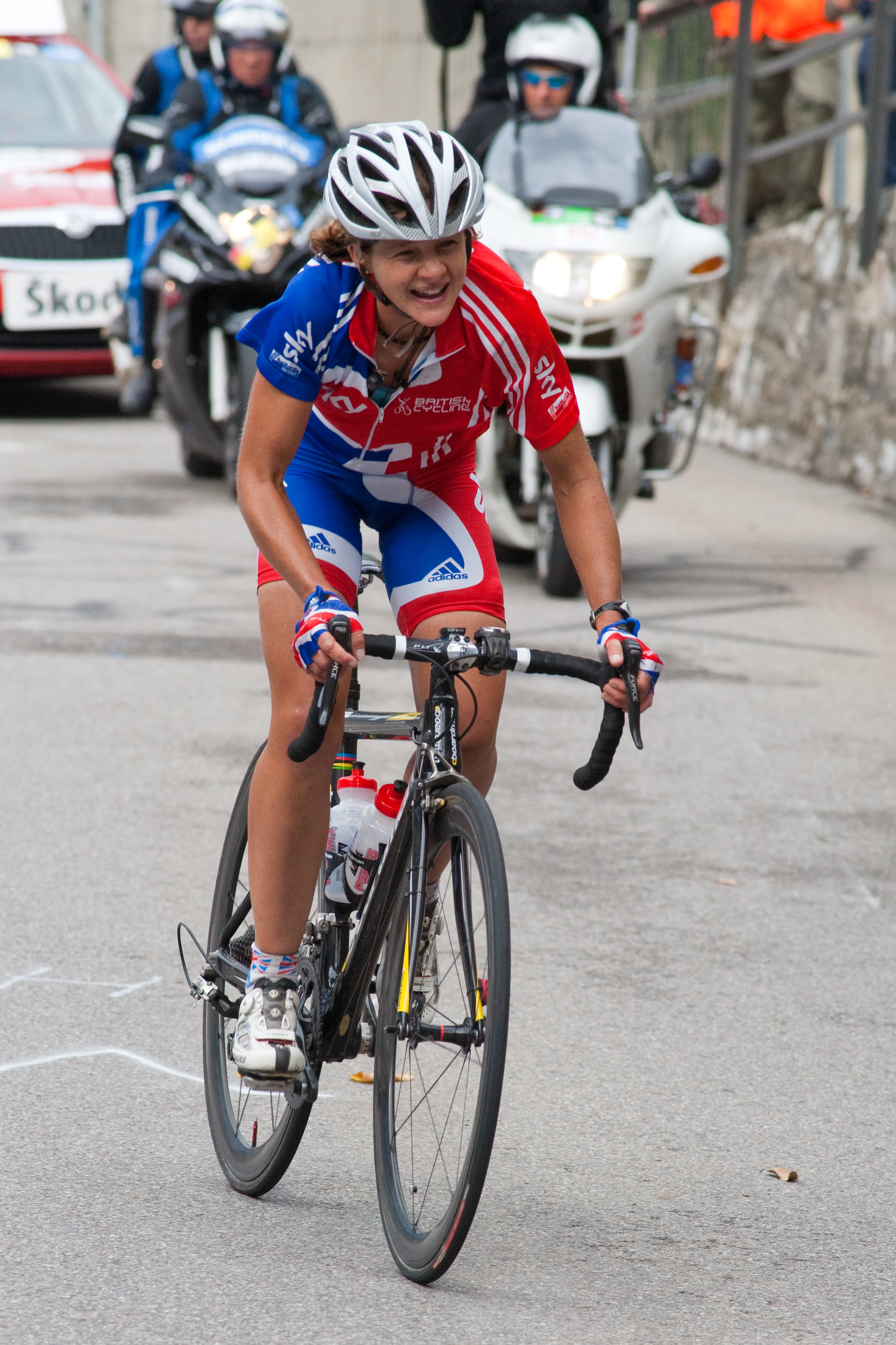
Шэрон Лоуз

- Джамалдинов, Алихан Алимшейхович (71) — советский и российский дагестанский тренер по вольной борьбе, заслуженный тренер РСФСР (1977)[154].
- Добсон, Ричард (75) — американский певец и автор песен[155].
- Карни, Ральф (61) — американский певец, композитор и музыкант[156].
- Коккола, Ангела (85) — греческий политический деятель, депутат Европейского парламента (1994—1999)[157].
- Лоуз, Шэрон (43) — британская велосипедистка, бронзовый призёр чемпионата мира (2012) по велоспорту на шоссе в командной гонке[158].
- Профет, Майкл (60) — ямайский певец[159].
- Сегларски, Лен (91) — американский хоккеист и тренер, серебряный призёр зимних Олимпийских игр в Осло (1952)[160].
- Смит, Кили (85) — американская джазовая певица[161].
- Харрисон Е. Хантер (73) — американский и канадский железнодорожный руководитель, генеральный директор Canadian National Railway (2003—2009), Канадской тихоокеанской железной дороги и CSX Transportation[162].
- Цзян Бичжоу (94) — китайский поэт и переводчик[163].

### 15 декабря

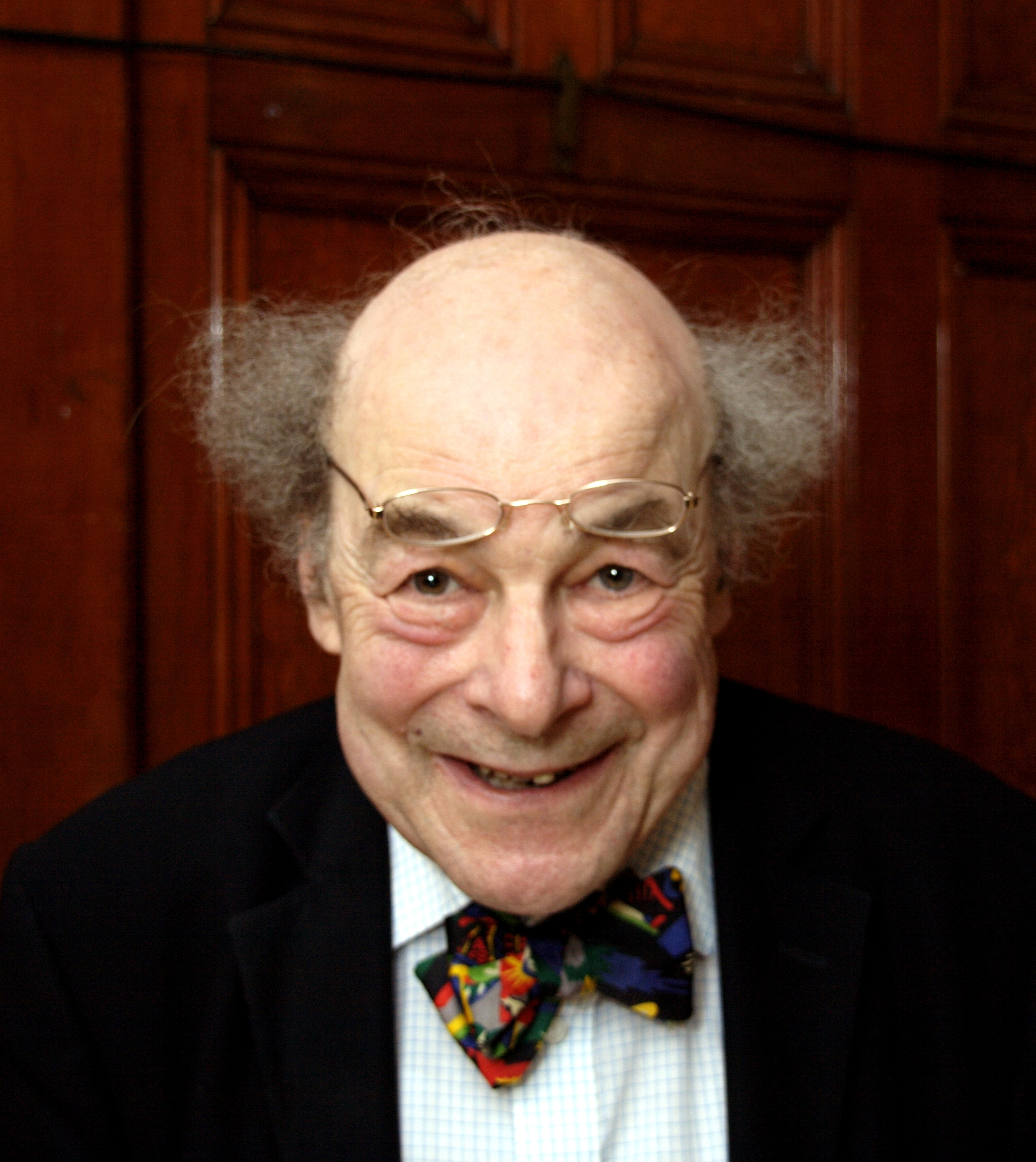
Хайнц Вульф

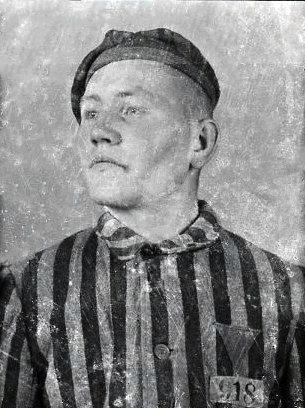
Казимеж Пеховский

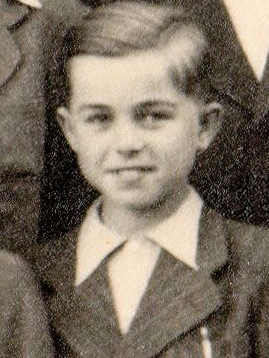
Райнхарт Фукс

- Бех, Александр Иванович (75) — советский и российский тренер по боксу, заслуженный работник физической культуры Российской Федерации (2007)[164].
- Ван Гейвер, Фредди (79) — бельгийский бизнесмен и политик, основатель VLM Airlines, сенатор (2007—2011)[165].
- Вела Рубио, Ана (116) — испанская модистка, долгожительница, старейший житель Европы[166].
- Вульф, Хайнц (89) — британский биолог германского происхождения и популяризатор науки, автор термина «биоинженерия»[167].
- Джума, Калстаус (64) — кенийский учёный, специалист в области применения науки и техники для устойчивого развития[168].
- Де Лоха, Хуан (73) — испанский писатель и поэт[169].
- Пеховский, Казимеж (98) — польский инженер, организатор побега из Освенцима[170].
- Сегизбаев, Тимур Санжарович (76) — советский и казахстанский футболист и тренер, игрок алма-атинского клуба «Кайрат»[171].
- Симада, Митиру (58) — японский сценарист анимационных фильмов[172].
- Фукс, Райнхарт (83) — восточногерманский шахматист, международный мастер(1962)[173].
- Шерман, Бернард (75) — канадский миллиардер, владелец фармацевтической компании Apotex[174].

### 14 декабря

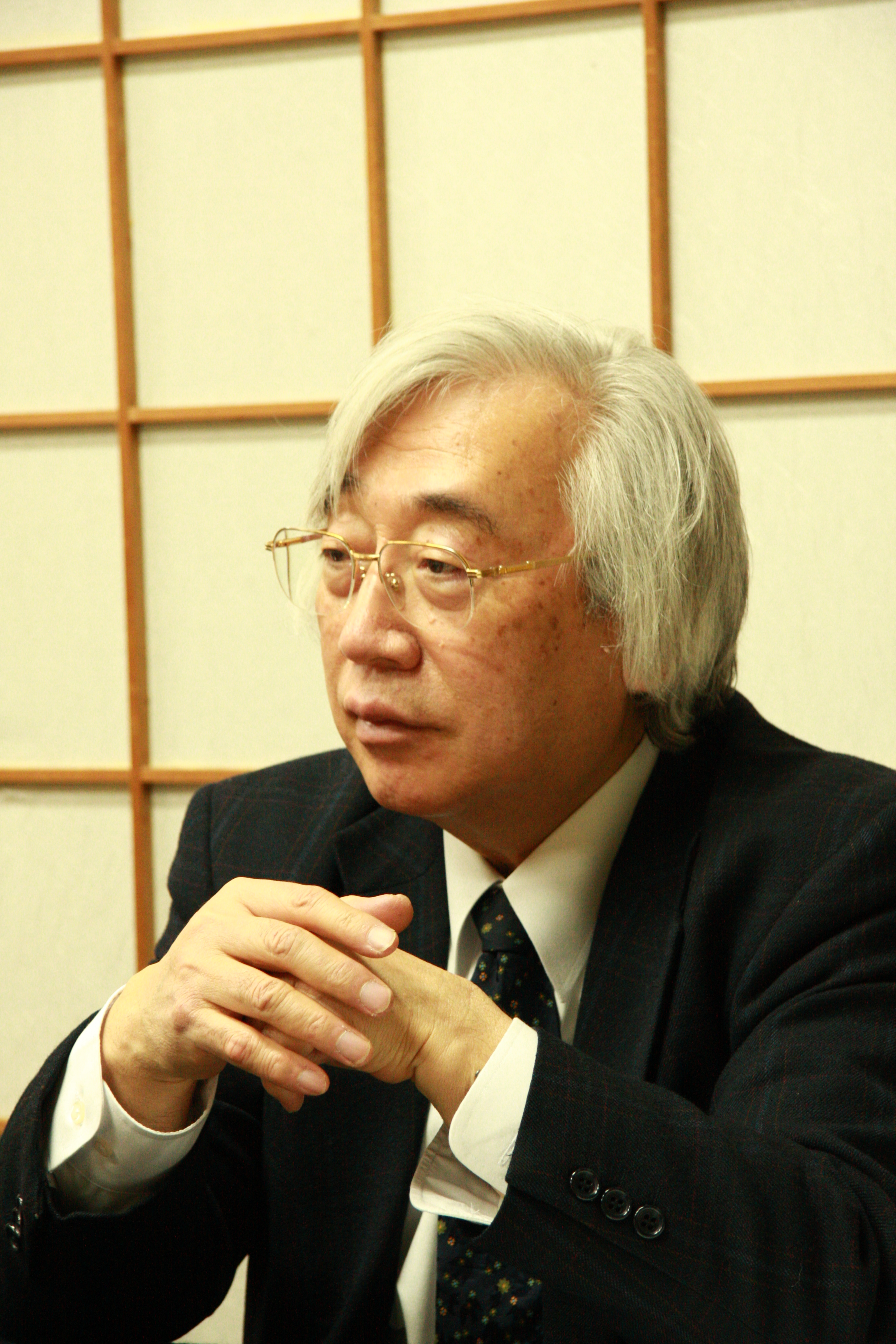
Рюсэки Моримото

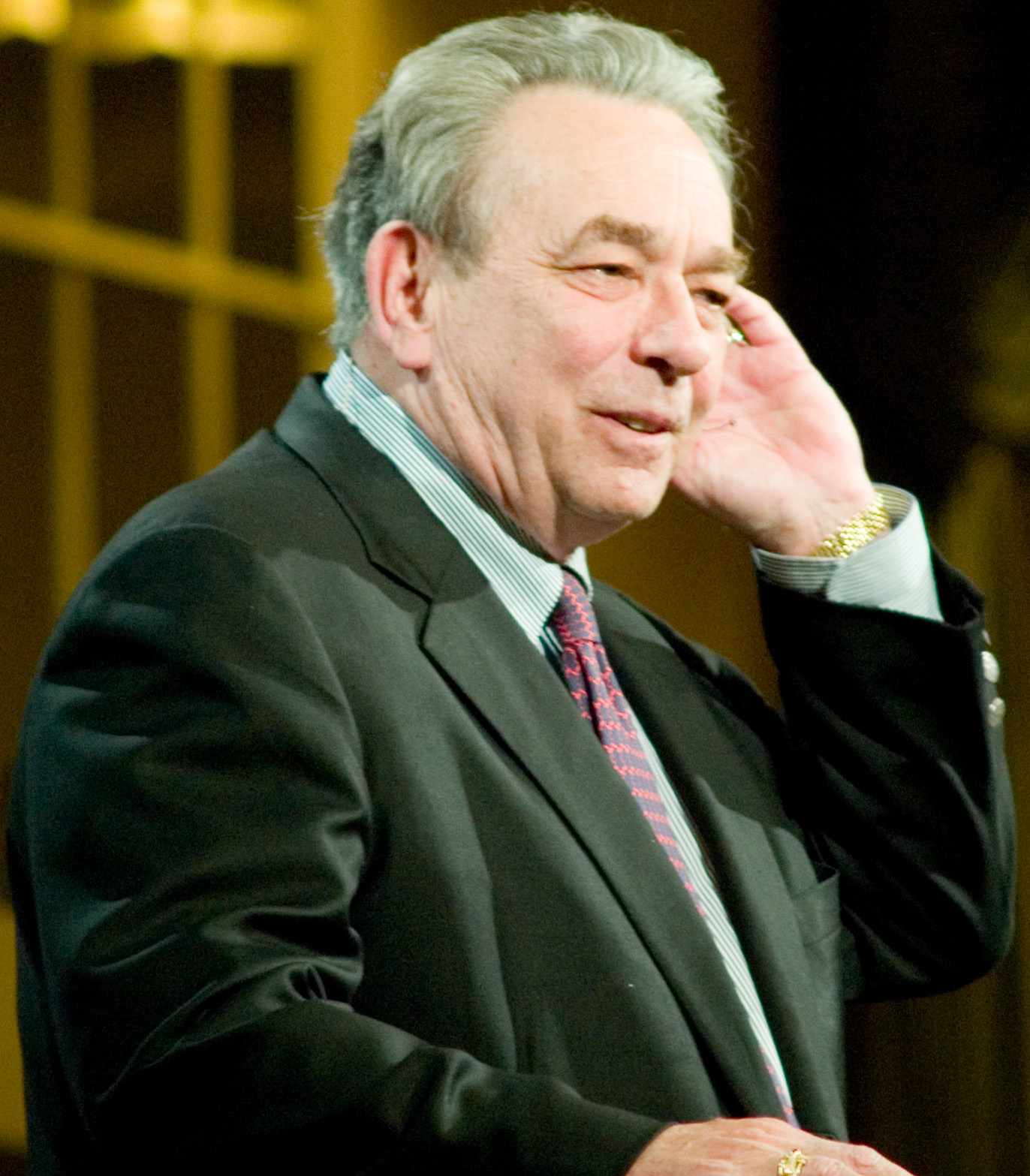
Роберт Спраул

- Авдеев, Владислав Иванович (75) — советский и российский якутский писатель[175].
- Булатов, Эдуард Борисович (80) — советский и российский тренер по боксу, заслуженный работник физической культуры РСФСР, заслуженный тренер РСФСР[176].
- Ван Эйгем, Марк (57) — бельгийский актёр[177]..
- Ваупшас, Антанас (81) — советский и литовский журналист и прыгун в длину, призёр чемпионатов СССР (1961, 1963, 1964), участник летних Олимпийских игр в Токио (1964)[178].
- Виггер, Лонес (80) — американский спортивный стрелок, чемпион летних Олимпийских игр в Токио (1964) и в Мюнхене (1972)[179].
- Вора, Нирадж (54) — индийский актёр[180].
- Гивенс, Боб (99) — американский режиссёр-аниматор[181].
- Горячев, Виталий Андрианович (81) — советский и российский учёный, доктор технических наук, испытатель гражданской авиации, изобретатель, генеральный директор Государственного НИИ гражданской авиации (1996—2003), заслуженный работник транспорта Российской Федерации (1997)[182].
- Дамиш, Юбер (89) — французский искусствовед, историк живописи, фотографии, архитектуры[183].
- Моримото, Рюсэки (77) — японский каллиграф[184].
- Нильссон, Карл-Эрик (95) — шведский борец греко-римского стиля, чемпион Летних Олимпийских игр в Лондоне (1948)[185].
- Оки, Тамио (89) — японский актёр[186][187]
- Рябушева, Ирина Николаевна (77) — советский и российский театральный режиссёр, режиссёр Ульяновского театра драмы имени И. А. Гончарова[188].
- Спраул, Роберт Чарльз (78) — американский кальвинистский богослов и пастор[189].
- Часар, Акош (93) — венгерский математик, открывший многогранник Часара, лауреат премии имени Кошута (1963)[190].
- Якушин, Анатолий Борисович (73) — советский и российский художник-график и плакатист, профессор МГХАИ им. В. И. Сурикова, член-корреспондент РАХ, заслуженный деятель искусств Российской Федерации[191].

### 13 декабря

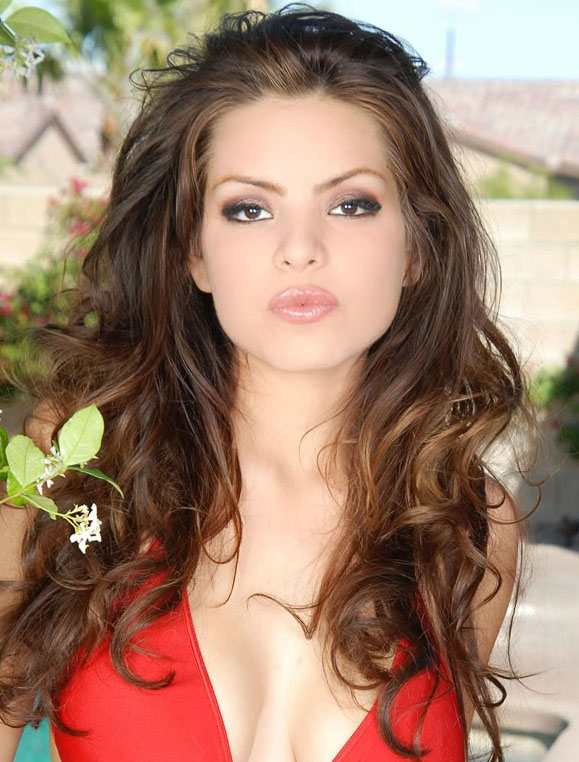
Юризан Белтран

- Белтран, Юризан (31) — американская модель и порноактриса[192].
- Берне, Лев Павлович (99) — советский лётчик-испытатель, главный редактор журнала «Крылья Родины», участник Великой Отечественной войны[193].
- Горбенко, Анатолий Александрович (69) — советский и российский общественный деятель, искусствовед и археолог, директор Азовского музея-заповедника (1973—2017)[194].
- Грэй, Брюс (81) — канадский актёр[195].
- Дейн, Уоррел (56) — американский певец, вокалист групп Sanctuary и Nevermore[196].
- Дикки, Саймон (66) — новозеландский спортсмен (академическая гребля), двукратный чемпион Олимпийских игр (1968, 1972)[197].
- Мартен, Клод (87) — французский спортсмен (академическая гребля), участник Олимпийских игр 1952 и 1960 годов в составе экипажа четверки[198].
- Пиккенс, Вилли (86) — американский пианист[199].
- Рансохов, Мартин (91) — американский продюсер[200].
- Степанов, Александр Владимирович (90) — советский российский архитектор, народный архитектор Российской Федерации (2003)[201]
- Тимофеев, Ньургун Семёнович (54) — российский государственный деятель, председатель государственного Собрания (Ил Тумэн) Республики Саха (Якутия) (2005—2008)[202].
- Трылиньская, Эльжбета (87) — польская прыгунья в высоту, бронзовый призёр чемпионата Европы по лёгкой атлетике в помещении в Льевене (1987)[203].
- Юньков, Михаил Григорьевич (94) — выдающийся советский и российский инженер и учёный.
- Якунин, Леонид Васильевич (87) — советский и российский строитель, бригадир отделочников УНР-672, Герой Социалистического Труда (1976)[204].

### 12 декабря

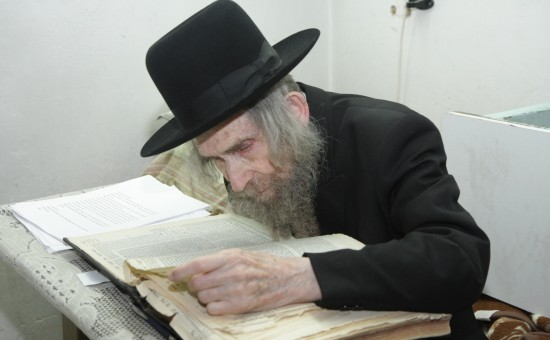
Аарон Штейнман

- Залапски, Зарли (49) — канадский хоккеист[205].
- Ли, Эдвин (65) — американский политик, мэр Сан-Франциско (с 2011)[206].
- Птицын, Леонид Васильевич (88) — советский и российский художник, заслуженный художник Российской Федерации[207].
- Санников, Геннадий Вячеславович (76) — советский и российский футболист и тренер («Уралмаш» Екатеринбург)[208].
- Спарнай, Харри (73) — нидерландский бас-кларнетист[209].
- Чикилев, Евгений Николаевич (57) — советский и российский тренер по мотокроссу, заслуженный работник физической культуры Российской Федерации (2011)[210].
- Штейнман, Аарон Йуда Лейб (104) — израильский ортодоксальный раввин[211].

### 11 декабря

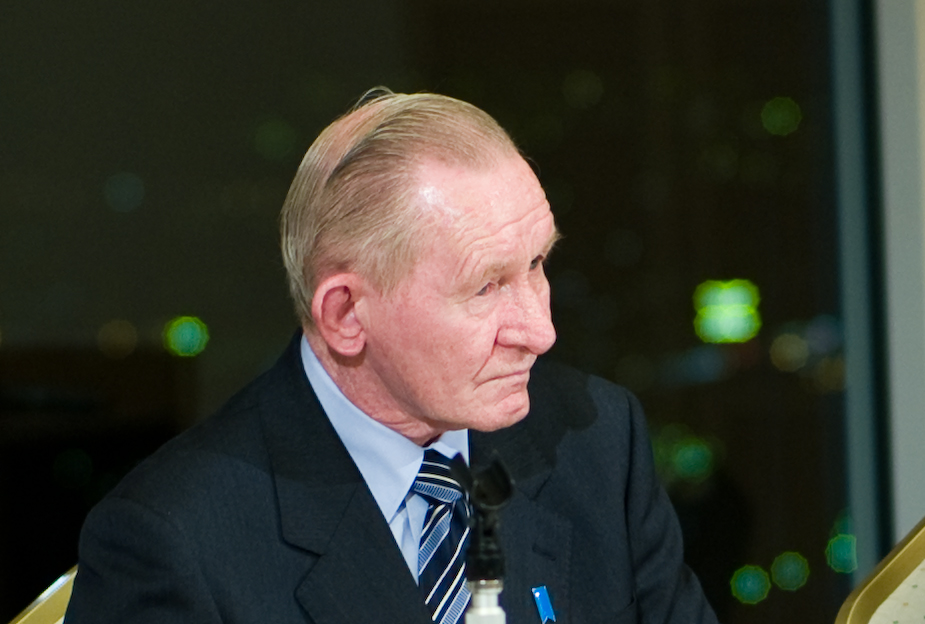
Чарльз Дженкинс

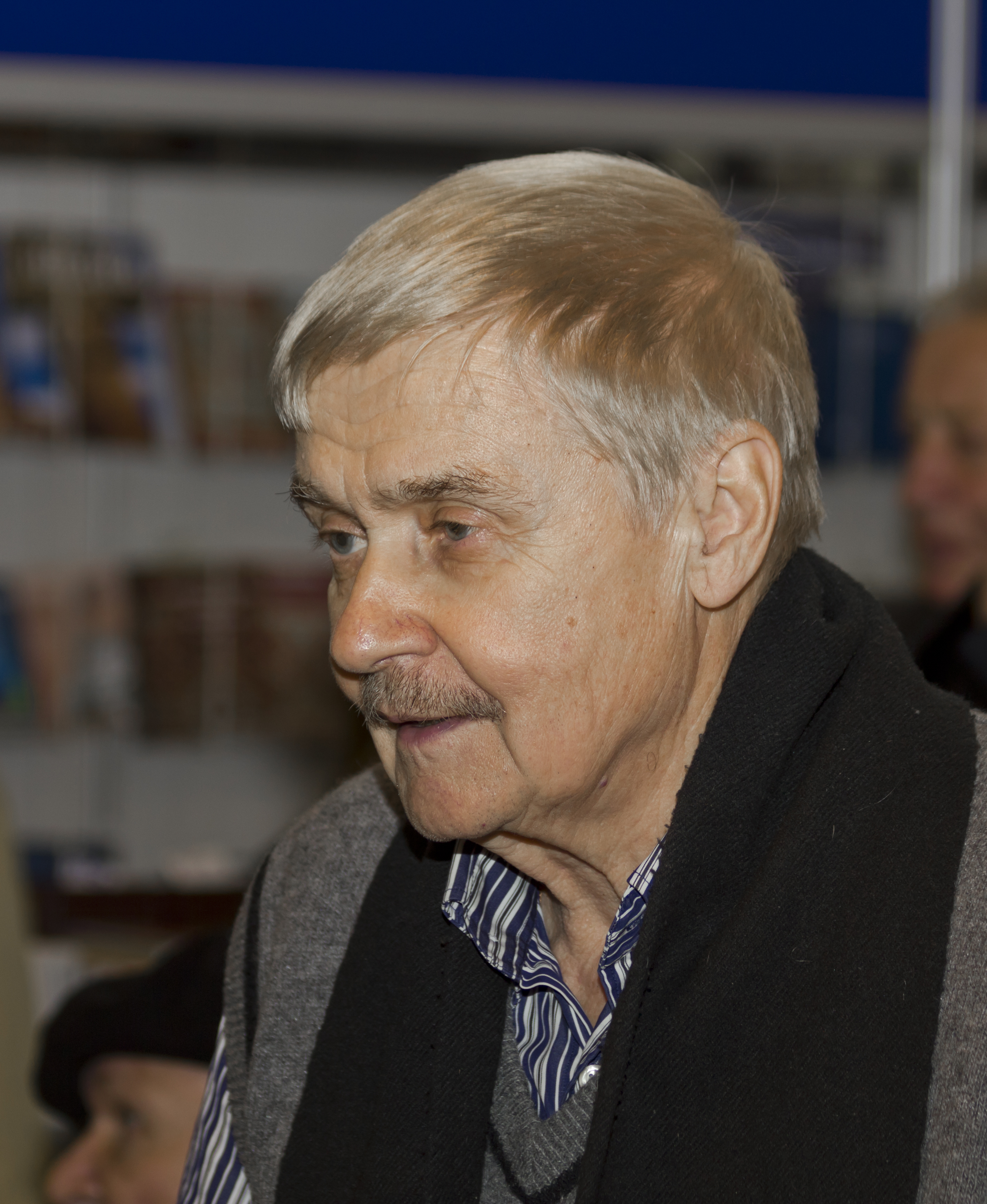
Сергей Есин

- Дженкинс, Чарльз Роберт (77) — американский дезертир, проживший в КНДР с 1965 по 2004 год[212].
- Забродин, Николай Борисович (68) — советский и российский актёр Кировского ТЮЗа (1981—2017) и кино[213].
- Злой Дед (67) — американская интернет-личность[214]
- Есин, Сергей Николаевич (81) — советский и российский писатель и журналист, ректор Литературного института (1992—2006), заслуженный деятель искусств Российской Федерации (2000)[215].
- Карасик, Михаил Семёнович (64) — российский художник и писатель, график[216].
- Кац, Вера (84) — американский политический деятель, мэр Портленда (Орегон) (1993—2005)[217].
- Коатмёр, Жан-Франсуа (92) — французский писатель[218].
- Ли, Сюзанна (72) — британская актриса[219].
- Скарайнис, Олег Юлиевич (94) — советский и латвийский скульптор[220].
- Тарасевич, Ирина Владимировна (89) — советский и российский эпидемиолог, академик РАН (2013; академик РАМН с 1997)[221].
- Чегуин, Кит (60) — британский актёр[222].

### 10 декабря

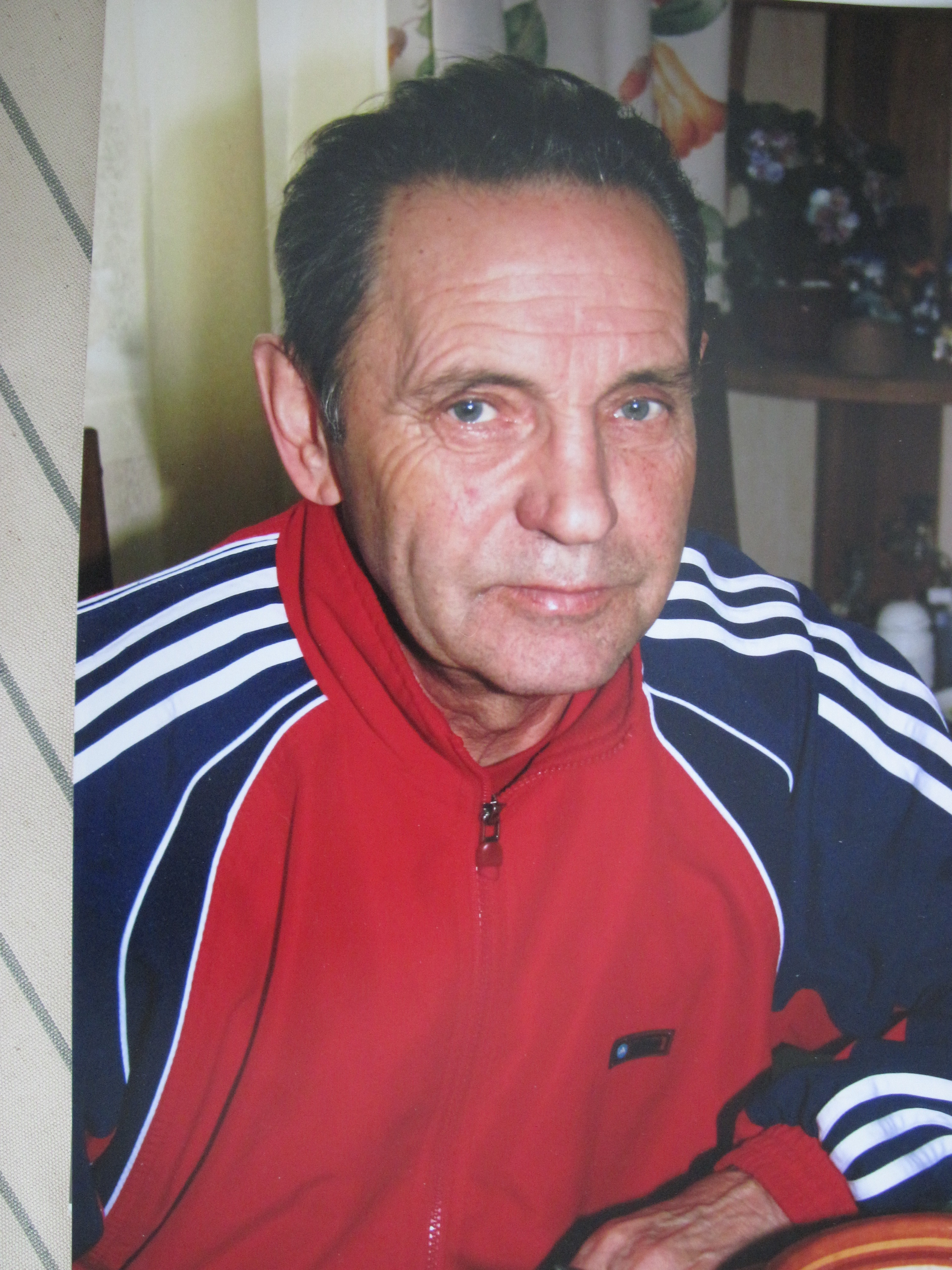
Николай Елахов

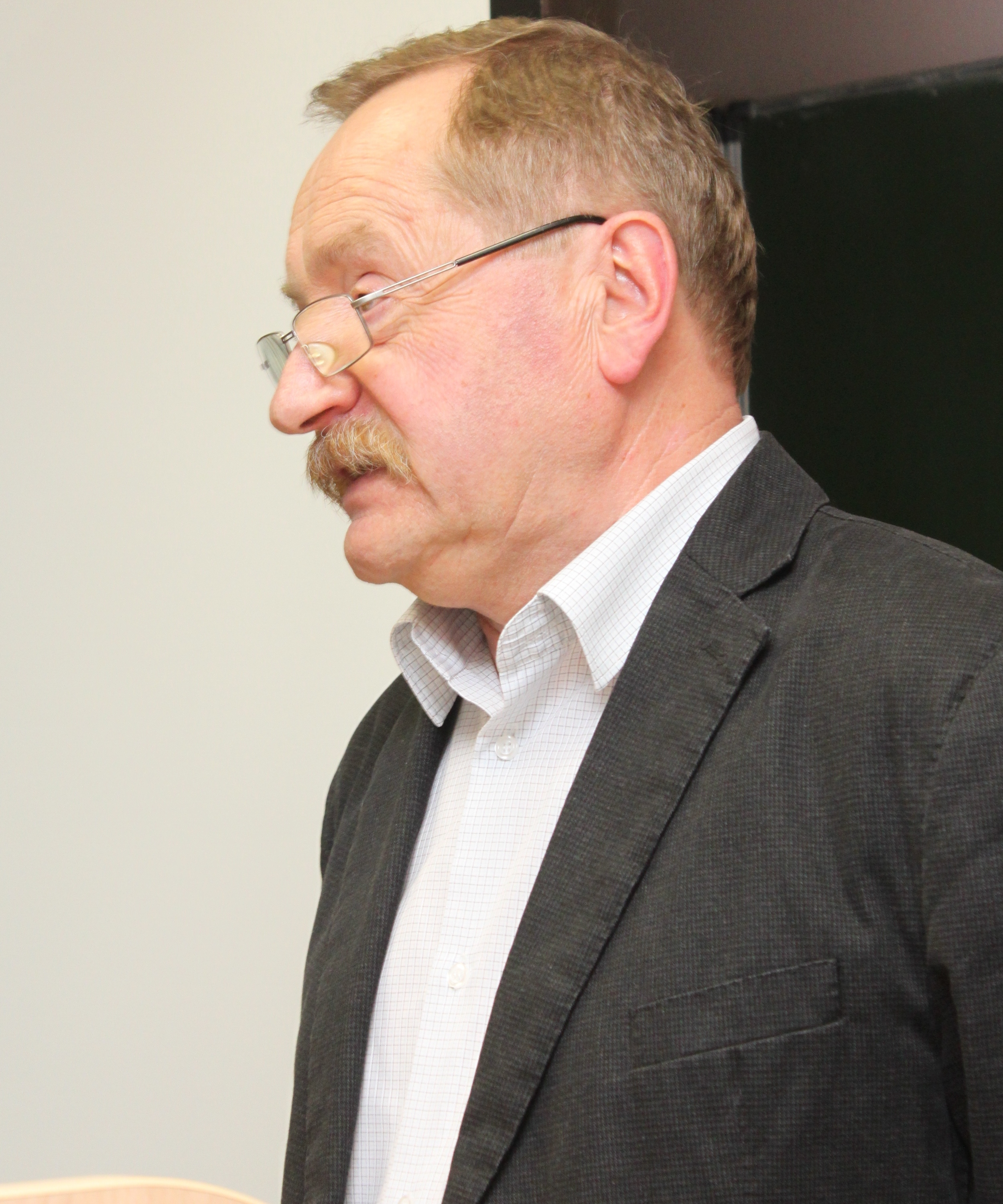
Александр Камкин

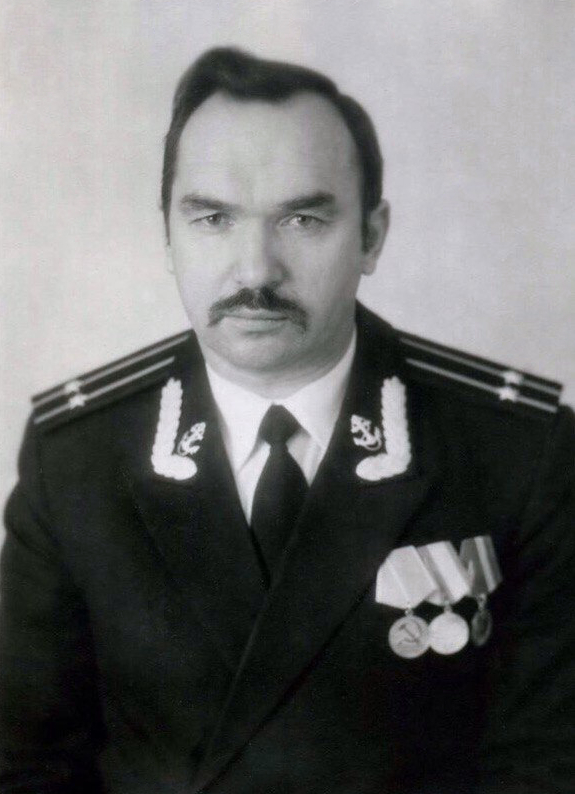
Виктор Потапов

- Браун, Брюс (80) — американский режиссёр-документалист, номинант на премию «Оскар» (1972)[223].
- Брок, Макон (75) — американский предприниматель, соучредитель и генеральный директор (1993—2003) Dollar Tree[224].
- Букер, Симеон (99) — американский журналист, лауреат премии Джорджа Полка и Золотой медали Конгресса США (2017)[225].
- Венедиктов, Лев Николаевич (93) — советский и украинский хормейстер, педагог, народный артист СССР (1979), Герой Украины (2004), участник Великой Отечественной войны[226].
- Виганова, Драгомира (87) — чешская сценаристка, режиссёр и монтажёр художественного и документального кино и телевидения[227].
- Елахов, Николай Андреевич (77) — советский и российский тренер по биатлону, заслуженный тренер РСФСР (1977)[228].
- Камкин, Александр Васильевич (67) — советский и российский историк и культуролог, доктор исторических наук (1994), профессор (1996)[229].
- Клиффорд, Макс (74) — британский журналист[230].
- Кошелев, Юрий Анатольевич (90) — советский организатор строительного комплекса, Герой Социалистического Труда (1976), Лауреат Государственной премии СССР в области техники, Заслуженный строитель РСФСР, начальник Московского Метростроя (1972—1976, 1986—1999)[231].
- Круз, Рене (95) — французский писатель[232].
- Малыгин, Валерий (52) — латвийский бизнесмен, председатель правления и совладелец компании Olainfarm[233].
- Мацкевич, Иван Иванович (70) — советский и белорусский актёр театра и кино, заслуженный артист Республики Беларусь (2011)[234] Архивная копия от 3 января 2018 на Wayback Machine.
- Потапов, Виктор Яковлевич (70) — советский и российский спортсмен по парусному спорту, серебряный призёр Летних Олимпийских игр в Мюнхене (1972)[235].
- Тодор, Ева (98) — бразильская актриса венгерского происхождения[236].
- Шарлемань, Манно (69) — гаитянский автор-исполнитель, мэр Порт-о-Пренса (1995—1999)[237].
- Шугман, Йерней (49) — словенский киноактёр[238].

### 9 декабря

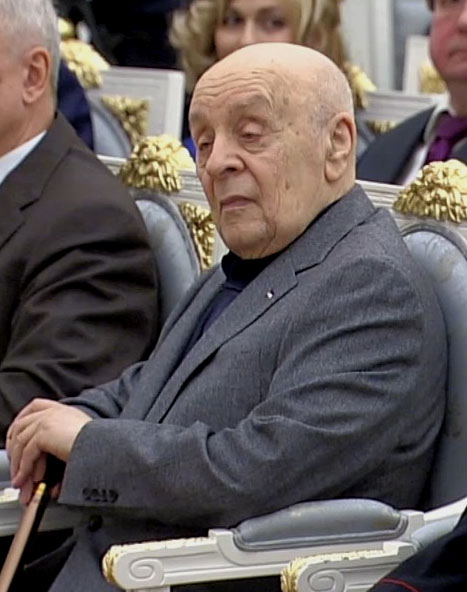
Леонид Броневой

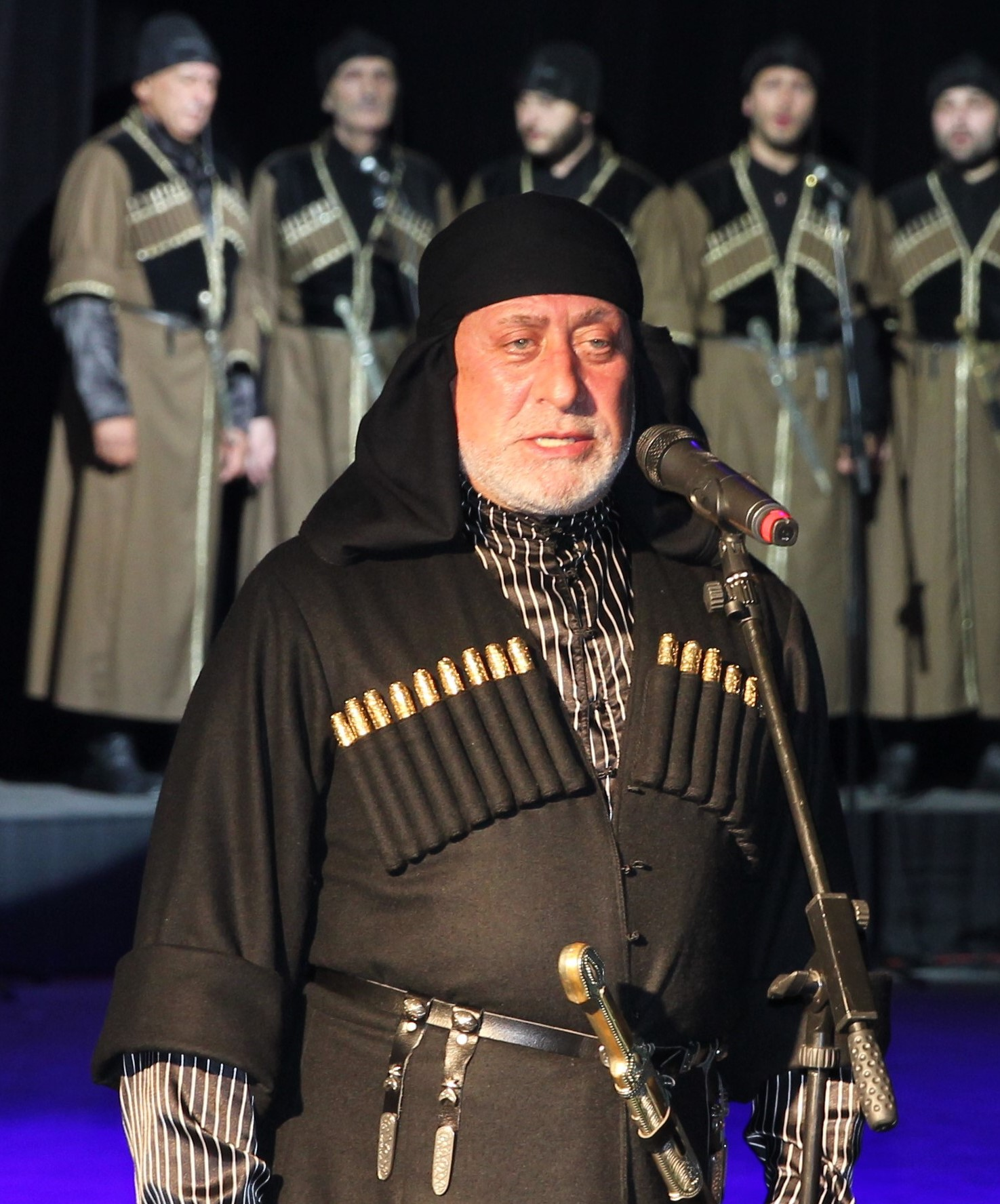
Дмитрий Джаиани

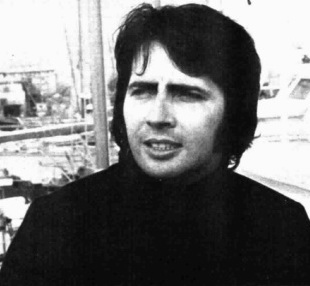
Ландо Фьорини

- Броневой, Леонид Сергеевич (88) — советский и российский актёр театра и кино, народный артист СССР (1987), лауреат Государственных премий РСФСР (1976) и России (1996), полный кавалер ордена «За заслуги перед Отечеством»[239].
- Джаиани, Дмитрий (67) — советский и грузинский актёр театра и кино и режиссёр, народный артист Грузинской ССР (1989), художественный руководитель Сухумского государственного драматического театра им. Гамсахурдия (1992—2010)[уточнить], министр образования и культуры правительства Республики Абхазия в изгнании (с 2013 года)[240].
- Массинг, Бенжамен (55) — камерунский футболист, участник чемпионата мира по футболу (1990)[241].
- Фьорини, Ландо (79) — итальянский актёр и певец[242].
- Шепетис, Лионгинас Клеменсович (90) — советский и литовский государственный деятель, секретарь ЦК Компартии Литвы (1981—1989), председатель Верховного Совета Литовской ССР (1981—1990)[243].

### 8 декабря

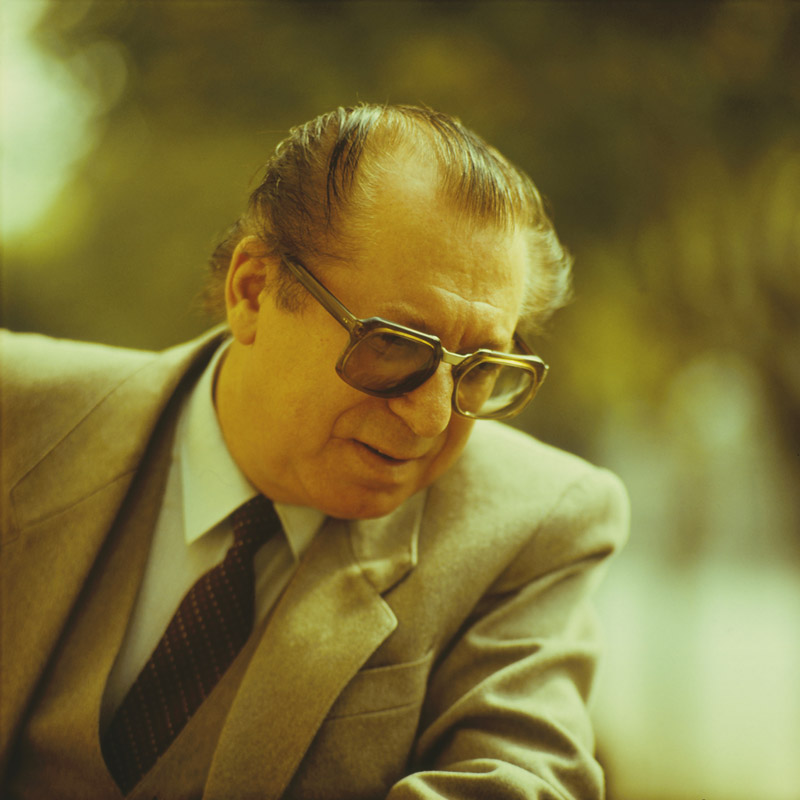
Владимир Курбет

- Айзенберг, Жози (83) — французский сценарист, продюсер и раввин[244].
- Альберт, Габор (88) — венгерский писатель[245].
- Аренг, Куно (88) — советский и эстонский хоровой дирижёр[246].
- Дардаи, Паль (66) — венгерский футболист, отец футболиста Пала Дардаи-младшего[247].
- Козукеев, Марат (47) — киргизский актёр и режиссёр, заслуженный артист Кыргызской республики, художественный руководитель Кыргызского национального академического драматического театра имени Т. Абдумомунова[248].
- Курбет, Владимир Козьмович (87) — советский и молдавский балетмейстер, художественный руководитель Молдавского академического ансамбля народного танца «Жок» (с 1958 года), народный артист СССР (1981), лауреат Государственной премии СССР[249].
- Мюррей, Санни (81) — американский музыкант[250].
- Нисида, Ацутоси (73) — японский бизнесмен, президент компании Toshiba (2005—2009)[251].
- Федор, Магда (103) — венгерская спортсменка по стрелковому спорту, многократный призёр чемпионатов мира и Европы[252].
- Штейнкраус, Вильям (92) — американский спортсмен-конник, чемпион Летних Олимпийских игр в Мехико, серебряный призёр Летних Олимпийских игр в Мюнхене, судья международного класса по конному спорту[253].

### 7 декабря

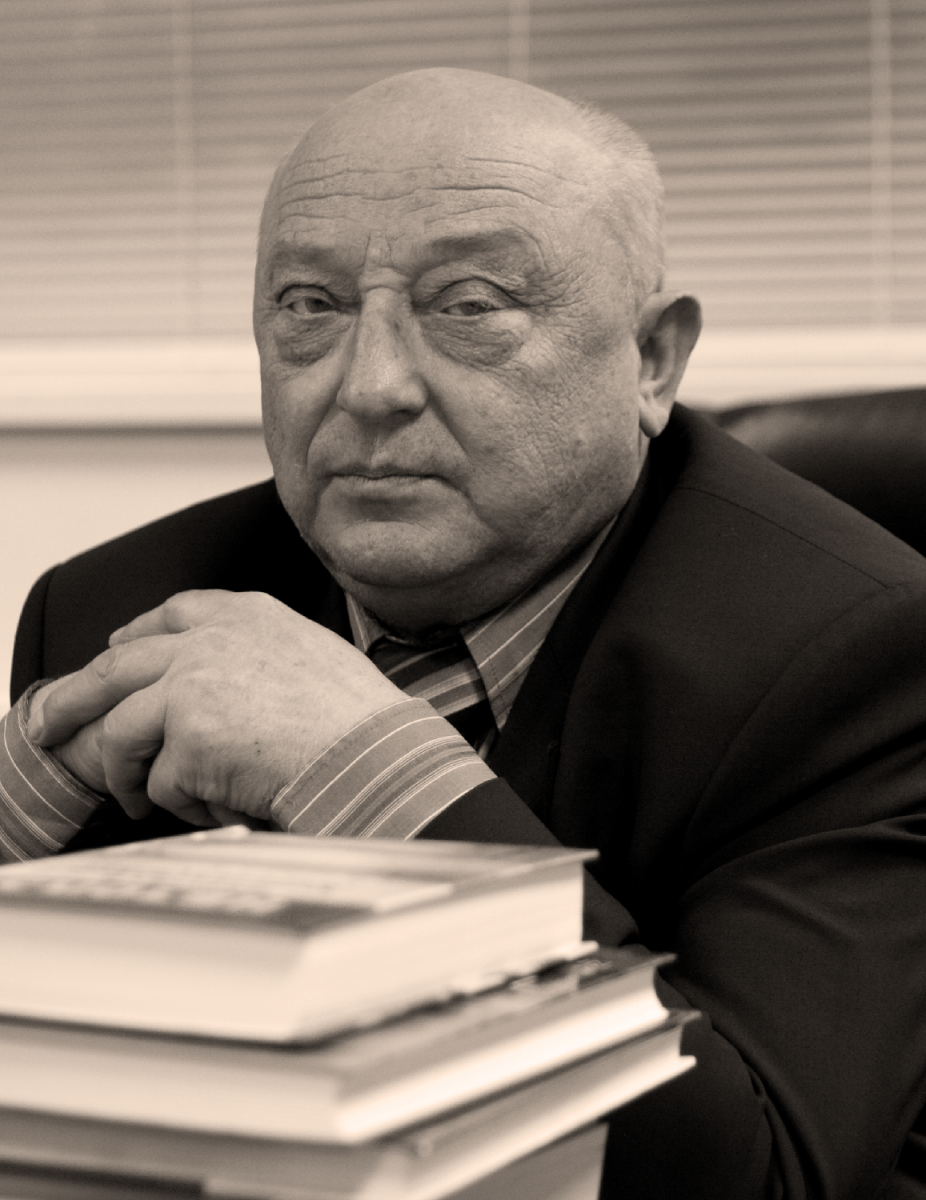
Иван Корсак

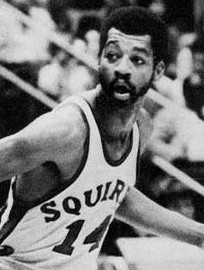
Фатти Тейлор

- Гейне-Вагнер, Жермена Леопольдовна (94) — советская и латвийская оперная певица, народная артистка СССР (1969)[254].
- Жил, Мариу (76) — португальский и бразильский эстрадный певец[255].
- Корсак, Иван Феодосеевич (71) — советский и украинский писатель и журналист[256].
- Леготски, Юрай (77) — словацкий джазовый трубач, брат певца и композитора Яна Леготски[257].
- Майоров, Валентин Викторович (77) — советский и российский журналист, главный редактор газеты «Вечерний Ленинград»/«Вечерний Петербург» (1988—1995)[258].
- Майстадт, Филипп (69) — бельгийский государственный деятель, министр финансов Бельгии (1988—1998)[259].
- Мошану, Александр (85) — молдавский государственный деятель, депутат парламента Молдовы (1990—1998), спикер парламента (1990—1993)[260].
- Половина, Оксана Александровна (37) — российская актриса театра и кино, артистка Шахтинского драматического театра; убийство[261].
- Ривис, Стив (55) — американский актёр[262].
- Тейлор, Фатти (71) — американский баскетболист, выступавший в Американской баскетбольной ассоциации и в НБА[263].
- Художилова, Надежда Андреевна (76) — советский и российский искусствовед, первый директор Мурманского областного художественного музея, заслуженный работник культуры Российской Федерации[264].
- Эстрин, Мортон (93) — американский пианист[265].

### 6 декабря

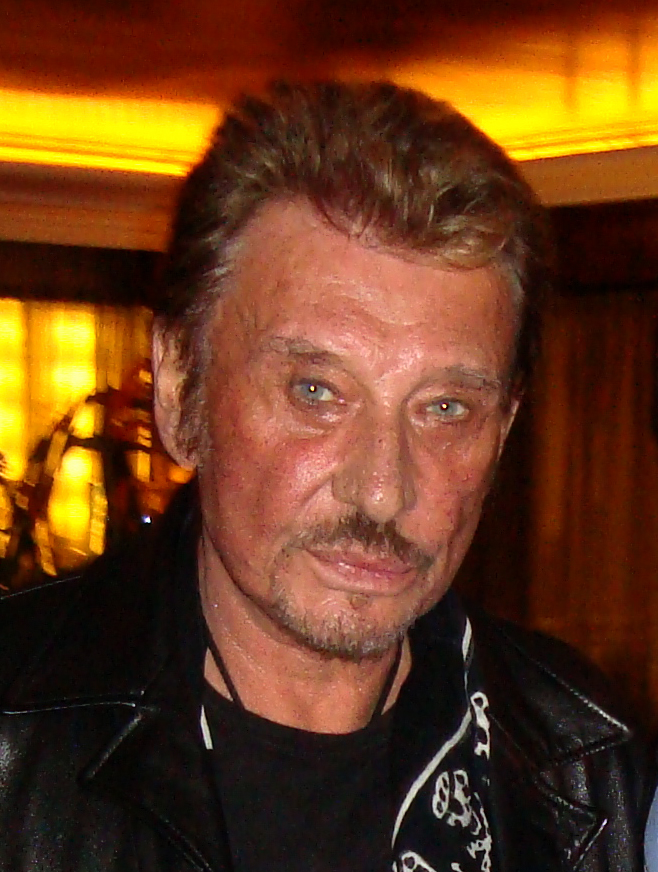
Джонни Холлидей

- Брукс, Конрад (86) — американский актёр[266].
- Бунюэль, Хуан Луис (83) — французский режиссёр и сценарист[267].
- Винник, Иван Иосифович (88) — советский и украинский кораблестроитель, создатель советских авианосцев, Герой Социалистического Труда (1977)[268]
- Гасс, Уильям (93) — американский писатель[269].
- Джонни Холлидей (74) — французский певец и рок-музыкант[270].
- Карр, Кэтлин (71) — американская писательница[271].
- Киллиан, Джордж (93) — американский спортивный администратор, президент ФИБА (1990—1998)[272].
- Ньензе, Фрэнсис (60) — кенийский государственный деятель, министр охраны окружающей среды (1997—2001)[273].
- Павлов, Василий Георгиевич (101) — советский лётчик-испытатель, Герой Советского Союза (1953), лауреат Сталинской премии (1953), участник Советско-финской войны и Великой Отечественной войны[274].
- Розанов, Олег Иванович (80) — советский и российский старообрядческий религиозный и общественный деятель; председатель Российского Совета Древлеправославной поморской церкви (с 1989 года)[275].
- Харпер, Дональд (85) — американский прыгун в воду, серебряный призёр Летних Олимпийских игр в Мельбурне (1956)[276].
- Янг, Сайрус (89) — американский метатель копья, чемпион летних Олимпийских игр в Хельсинки (1952)[277].

### 5 декабря

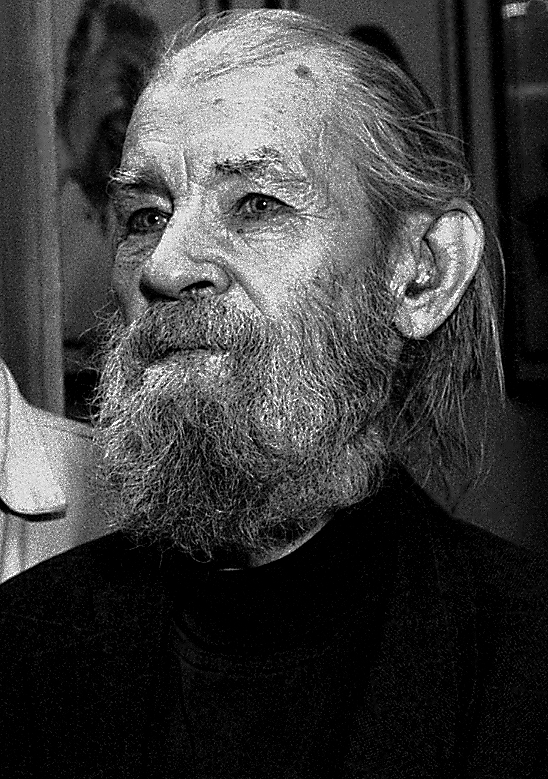
Владлен Гаврильчик

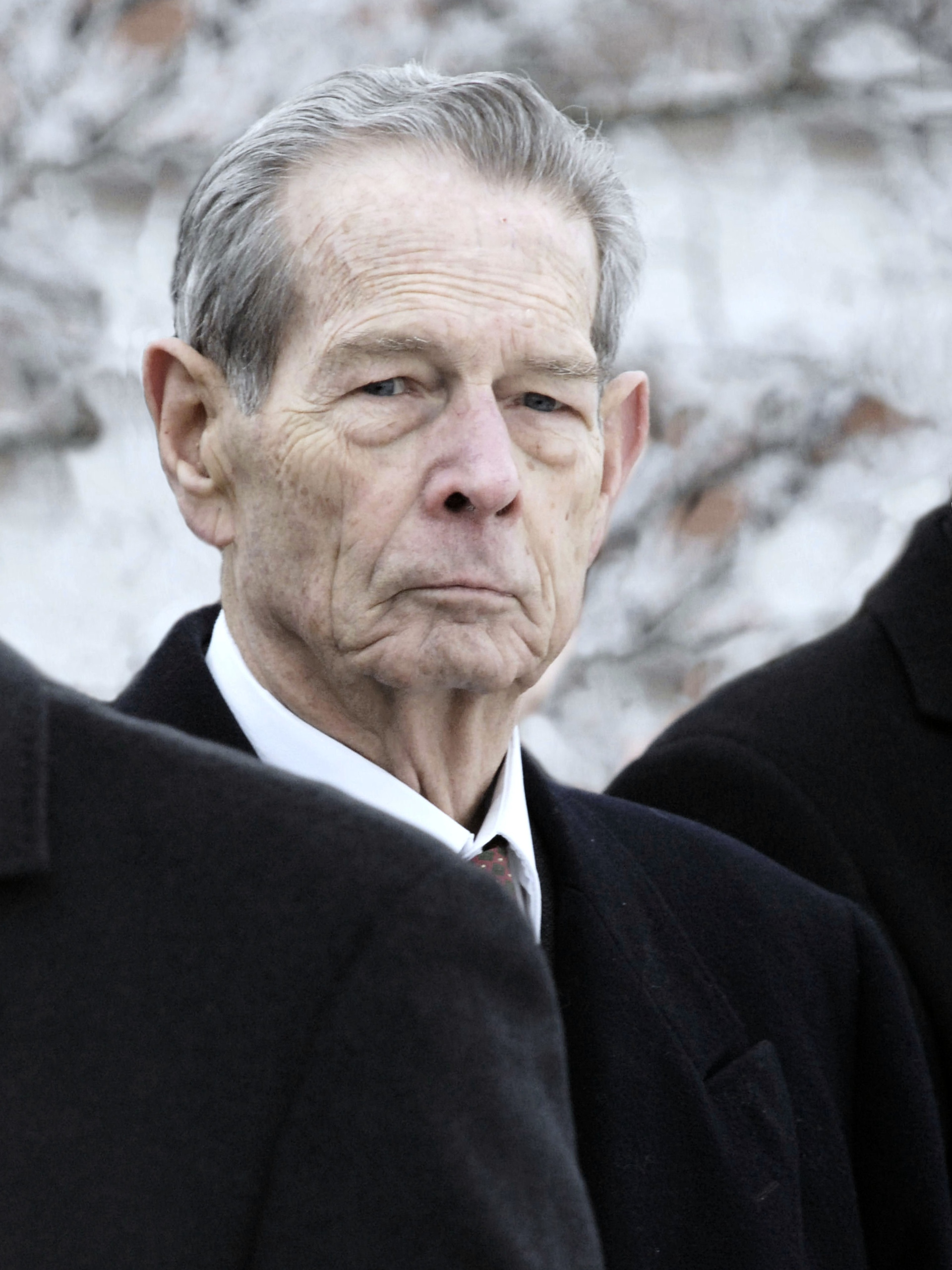
Михай I

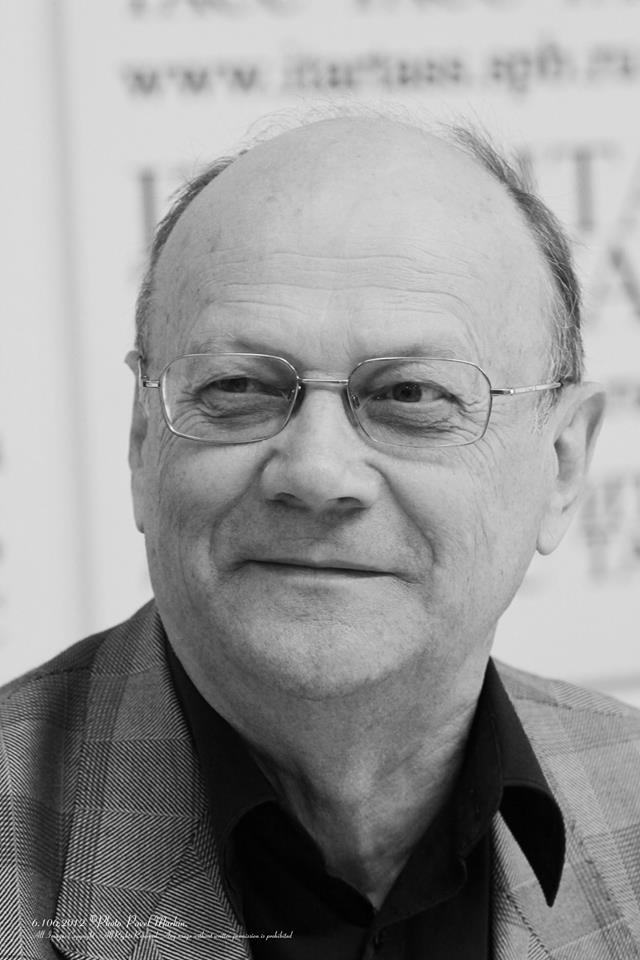
Александр Образцов

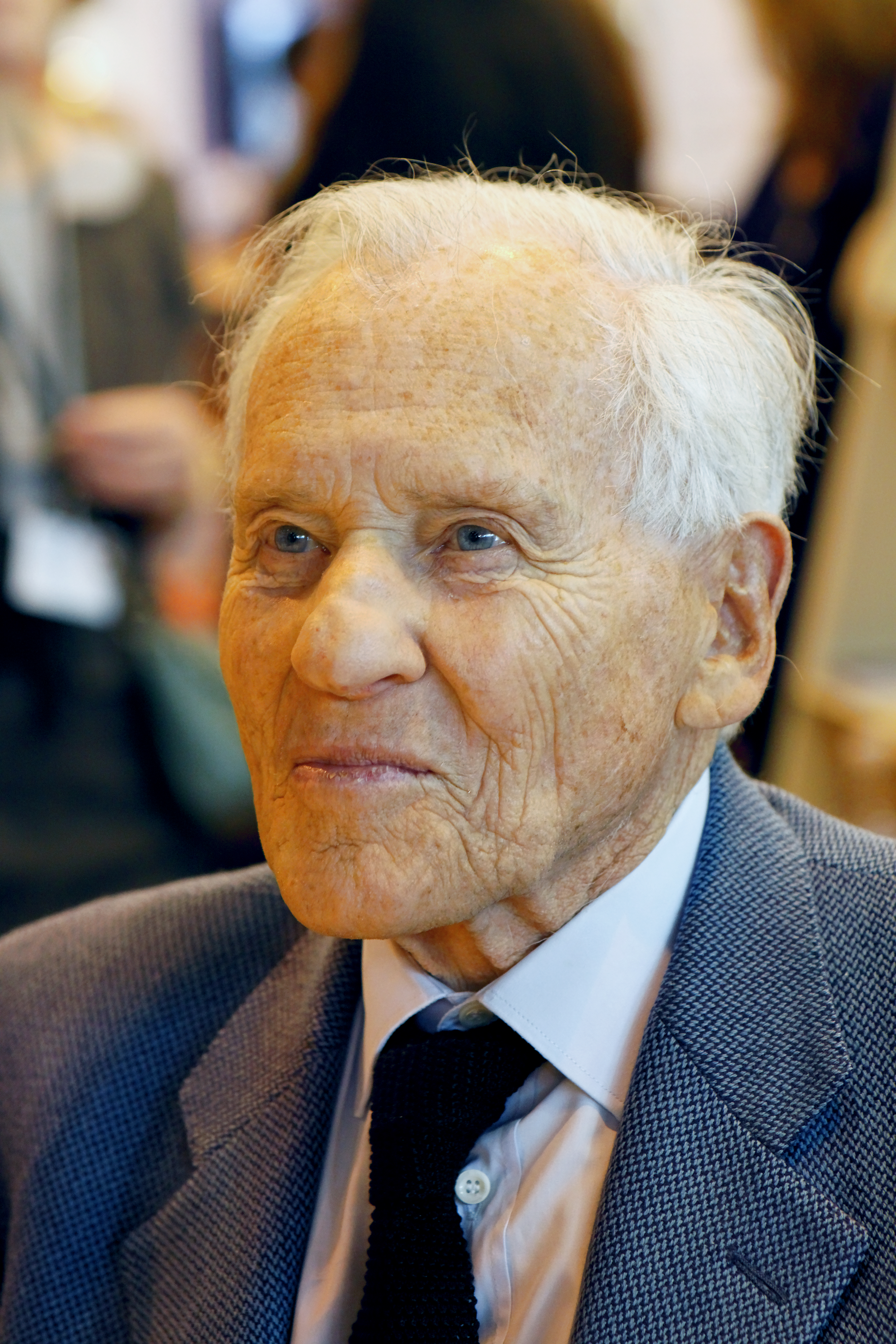
д’Ормессон, Жан

- Асратян, Рубен Григорьевич (74) — советский и армянский архитектор, заслуженный архитектор Республики Армения[278].
- Гаврильчик, Владлен Васильевич (88) — советский и российский художник-авангардист, поэт, прозаик[279].
- Грин, Морис (91) — американский вирусолог, пионер в изучении вирусов животных[280].
- Мартен, Клод (87) — французский гребец академического стиля, серебряный призёр летних Олимпийских игр в Риме (1960)[198].
- Михай I (96) — король Румынии (1927—1930, 1940—1947), кавалер ордена «Победа» (1945)[281].
- Москера, Эдвин (32) — колумбийский тяжелоатлет, серебряный призёр Панамериканских игр (2007); убит[282].
- Николау, Кристина (40) — румынская легкоатлетка, серебряный призёр чемпионата Европы по лёгкой атлетике в помещении в Генте (2000)[283].
- Образцов, Александр Алексеевич (73) — советский и российский писатель и сценарист[284].
- Огаст Эймс (23) — канадская порноактриса; самоубийство[285].
- д’Ормессон, Жан (92) — французский писатель и философ, дипломат, член Французской академии (с 1973)[286].
- Пови, Мейк (67) — британский актёр и сценарист[287].
- Симон, Жак (76) — французский футболист, участник ЧМ-1966[288].
- Чандзыньска, Ядвига (80) — польская спортсменка по настольному теннису[289].
- Чеджемов, Георгий (77) — советский и российский осетинский писатель[290].
- Чокревский, Томислав (82) — македонский юрист, социолог, государственный деятель, министр внутренних дел Македонии (1996—1998)[291].
- Шарффенберг, Свейн (78) — норвежский актёр[292][293].
- Шевченко, Николай Григорьевич (71) — российский дипломат, Чрезвычайный и полномочный посол Российской Федерации в Бангладеш (2000—2003)[294].

### 4 декабря

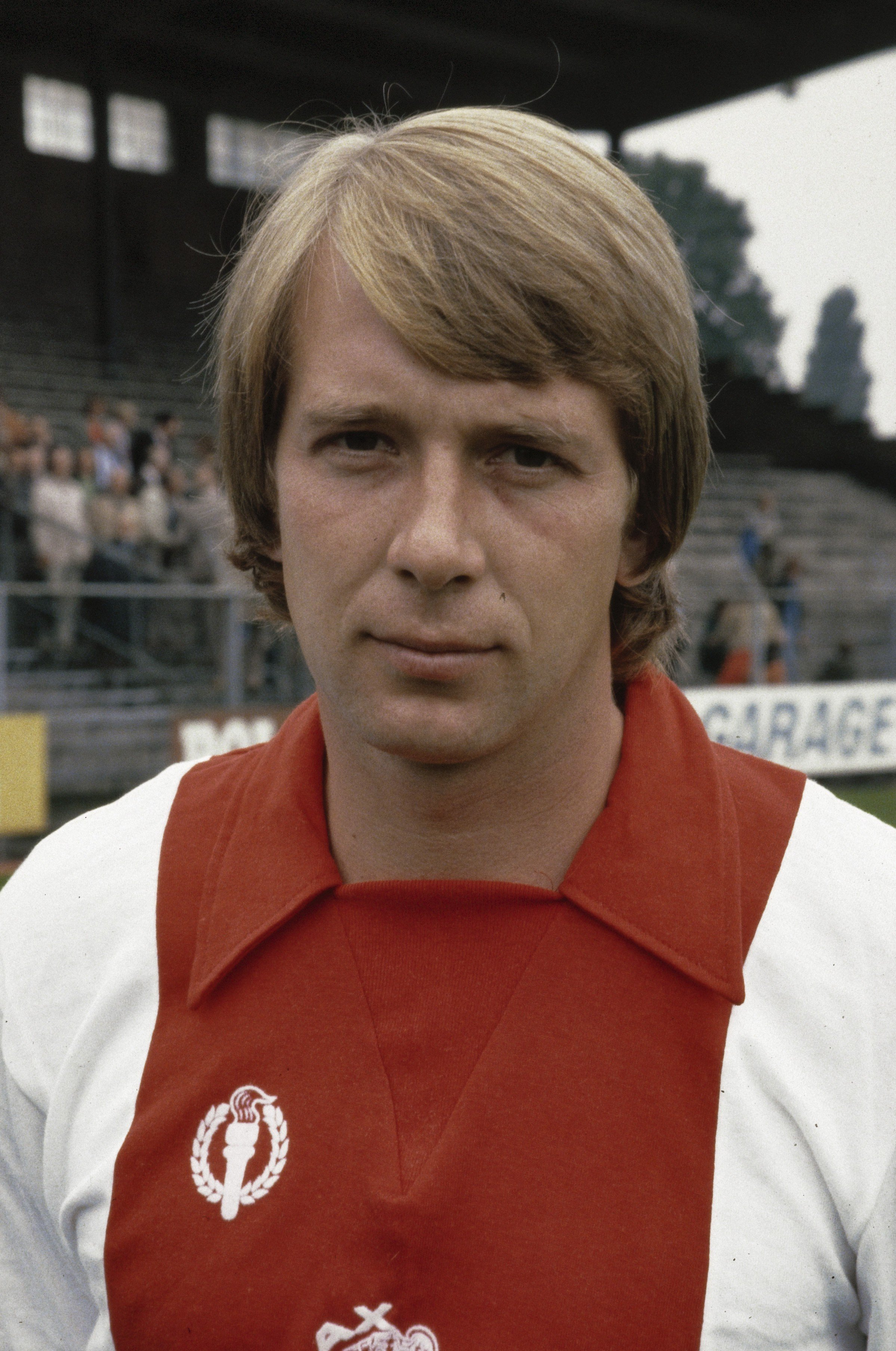
Хеннинг Йенсен

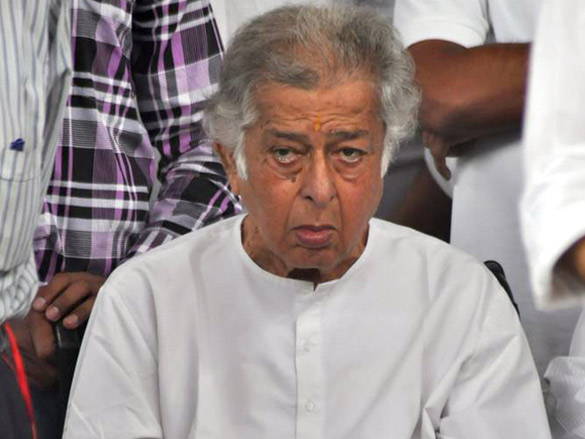
Шаши Капур

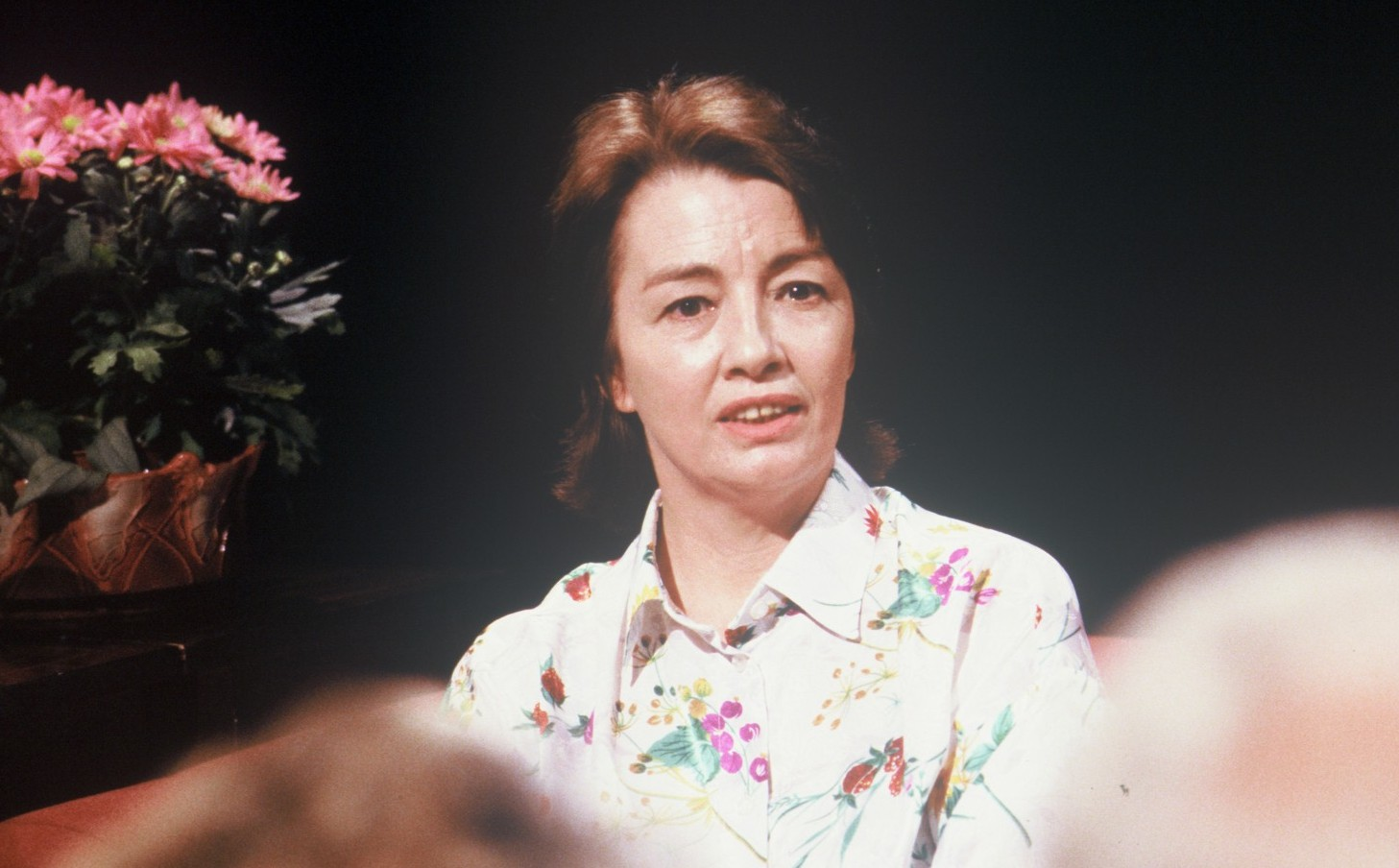
Кристин Килер

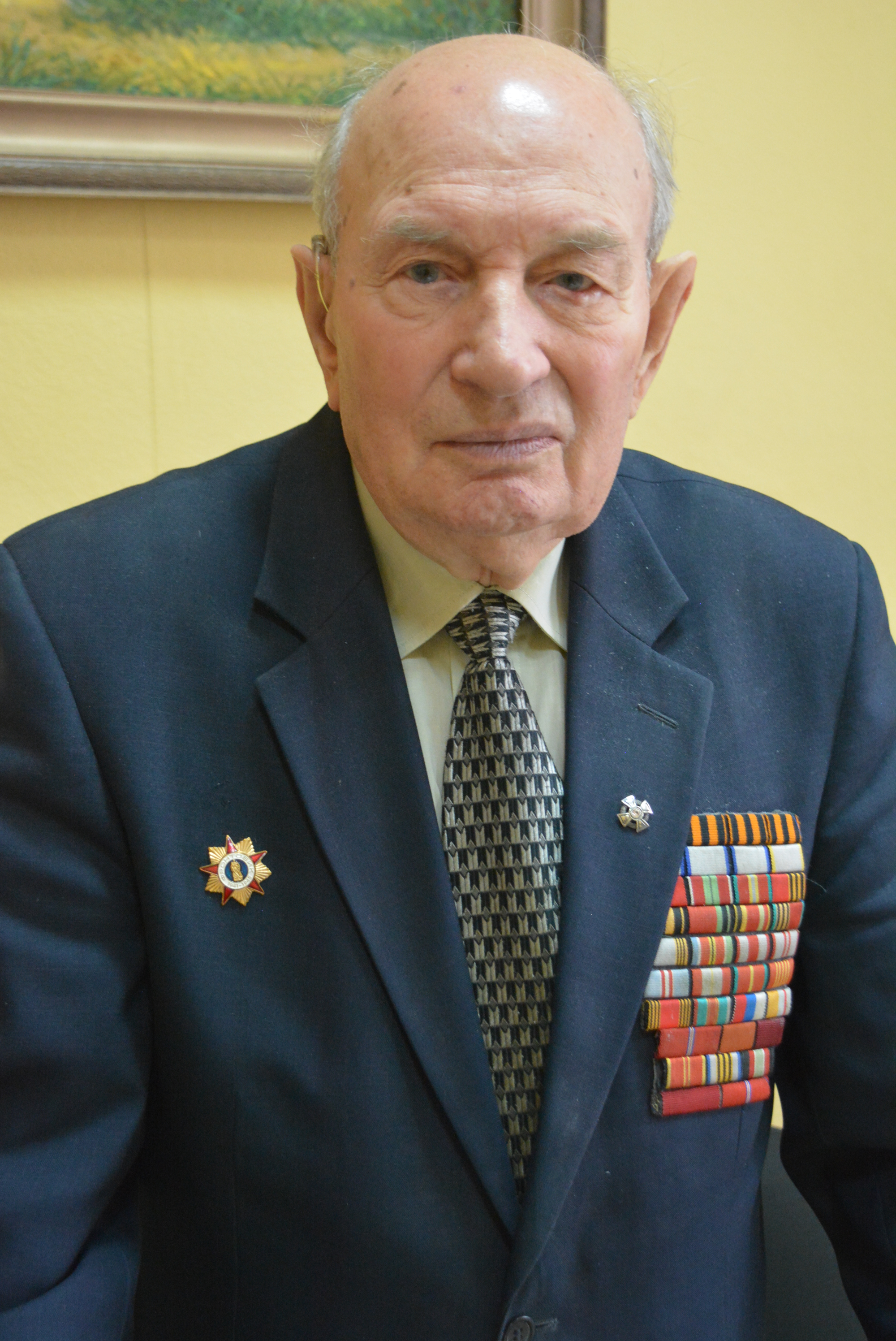
Георгий Кравцов

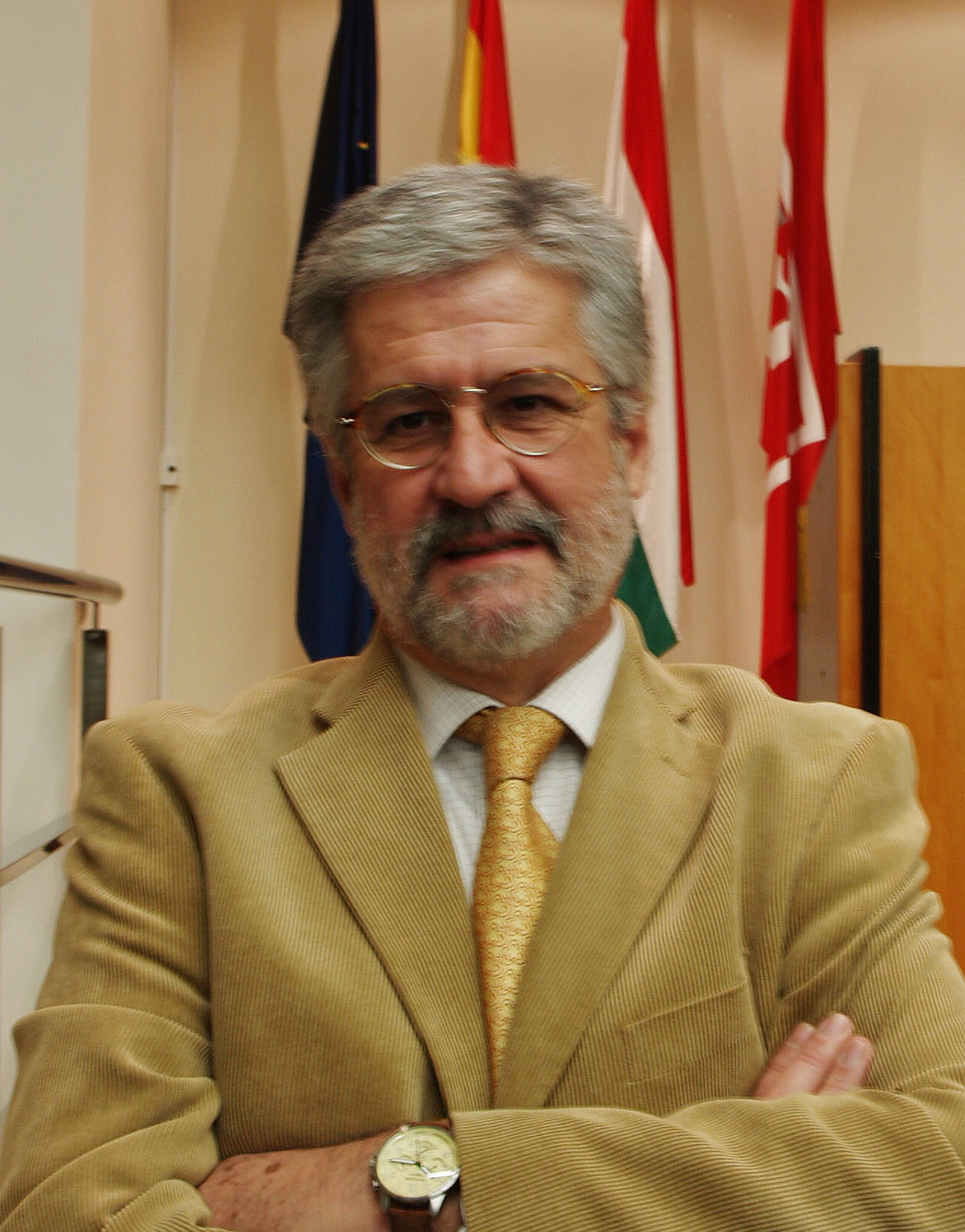
Мануэль Марин

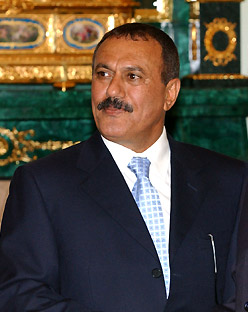
Али Абдалла Салех

- Алачачян, Арменак Мисакович (86) — советский баскетболист, тренер, восьмикратный чемпион СССР (1959—1966), серебряный призёр Олимпийских игр (1964), заслуженный мастер спорта СССР (1953), заслуженный тренер РСФСР (1969)[295].
- Аль, Робер (91) — швейцарский бобслеист, чемпион зимних Олимпийских игр (1956), чемпион мира (1955)[296].
- Давыдов, Сергей Львович (100) — советский учёный, участник испытаний ядерной и водородной бомб, лауреат двух Сталинских премий, полковник[297].
- Доля, Алексей Леонтьевич (Нестор) (53) — украинский религиозный и научный деятель, этнограф, заслуженный работник культуры Украины[298].
- Егоров, Игорь Павлович (75) — советский и российский музыкальный деятель, художественный руководитель ансамбля русской песни «Русское раздолье», заслуженный работник культуры Российской Федерации[299].
- Ившин, Виктор Павлович (76) — советский и российский учёный по органической химии, ректор Марийского государственного университета (1985—1998)[300].
- Йенсен, Хеннинг (68) — датский футболист[301].
- Капур, Шаши (79) — индийский киноактёр, брат киноактёра и певца Раджа Капура и актёра Шамми Капура[302].
- Килер, Кристин (75) — британская модель, главное действующее лицо «дела Профьюмо»[303].
- Кравцов, Георгий Константинович (92) — участник Великой Отечественной войны, полный кавалер ордена Славы, участник Парада Победы (1945)[304]
- Лебедев, Владимир Александрович (89) — советский и российский писатель, журналист и литературный переводчик, главный редактор Верхне-Волжского книжного издательства[305].
- Марин, Мануэль (68) — испанский политический деятель, председатель Европейской комиссии (1999), председатель Конгресса депутатов Испании (2004—2008)[306].
- Пейдж, Аннет (84) — британская балерина[307].
- Салех, Али Абдалла (75) — йеменский государственный и военный деятель, президент Северного Йемена (1978—1990), председатель Президентского совета (1990—1994) и президент (1994—2012) Йемена; убит[308].
- Сантос, Карлес (77) — испанский композитор, пианист, художник и скульптор[309].
- Сенько, Илья Петрович (77) — советский и белорусский аграрный деятель, Герой Социалистического Труда (1986), заслуженный работник сельского хозяйства Республики Беларусь (2000)[310].
- Шолин, Петер (71) — чехословацкий футболист[311].

### 3 декабря

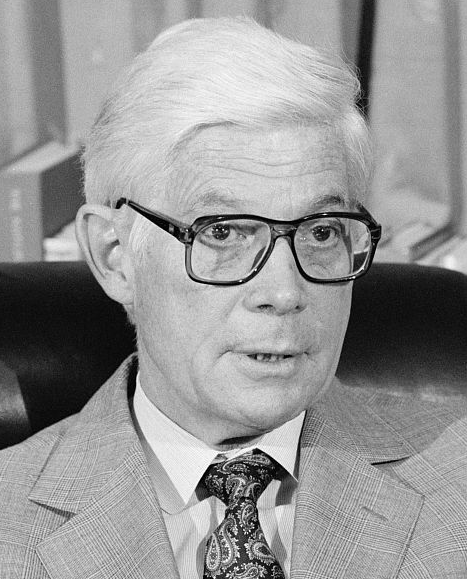
Джон Байард Андерсон

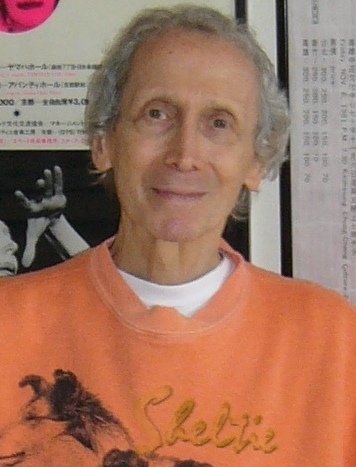
Адам Дариус

- Андерсон, Джон Байард (95) — американский юрист, политик-республиканец, конгрессмен от штата Иллинойс (1961—1981), независимый кандидат на пост президента США (1980)[312].
- Бучма, Наталия Николаевна (74) — советский и украинский театральный режиссёр и педагог, дипломант всесоюзных и украинских фестивалей[313]
- Дариус, Адам (87) — американский танцор, хореограф, писатель, актёр жанра пантомимы[314].
- Опсет, Хьелль (81) — норвежский государственный деятель, министр транспорта и коммуникаций (1990—1996)[315].
- Петри, Карл (88) — шведский государственный деятель, министр энергетики (1979—1981), министр юстиции (1981—1982)[316].
- Такетани, Черри (52) — бразильская гитаристка и певица[317].
- Техов, Баграт Виссарионович (87) — советский и российский осетинский археолог-кавказовед[318].
- Фабер, Эльмар (83) — немецкий книгоиздатель[319].
- Фелдер, Джек (78) — американский биохимик[320].
- Финлей, Томас (95) — председатель Верховного суда Ирландии (1985—1994)[321].
- Фрейзер, Фил (85) — канадский продюсер[322].

### 2 декабря

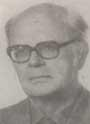
Ежи Клочовский

- Бланкеншип, Уильям (89) — американский оперный певец (тенор)[323].
- Клочовский, Ежи (92) — польский историк, участник Второй мировой войны, участник Варшавского восстания[324].
- Ломмель, Улли (72) — немецкий актёр и режиссёр[325].
- Лоу, Манделл (95) — американский гитарист и композитор[326].
- Маскера, Эдвин (32) — колумбийский тяжёлоатлет, чемпион Америки (2008, 2010); убит[327].
- Петрущенков, Михаил Николаевич (78) — советский и украинский партийный и государственный деятель, генерал-майор[328].
- Ритчелова, Ива (53) — чешский экономист, председатель Чешского статистического управления (с 2010 года)[329].
- Саид, Меккави (61) — египетский писатель[330].
- Семель, Нава (63) — израильская писательница[331].
- Хартен, Якобус (87) — нидерландский поэт и писатель[332].
- Хасида, Норихико (72) — японский автор-исполнитель[333].
- Шиль, Ханнес (103) — австрийский актёр[334].

### 1 декабря
- Ананд, Адарш (81) — индийский государственный деятель, главный судья Индии (1998—2001)[335].
- Ахмадзаде, Тахер (96) — иранский государственный деятель, губернатор Хорасана (1979)[336].
- Бобрович, Владислав Борисович (72) — советский и российский театральный актёр, балетмейстер и арт-менеджер[337].
- Дионисий (Шишигин) (65) — священнослужитель Русской православной церкви, архимандрит, благочинный храмов Богоявленского округа города Москвы, настоятель храма святителя Николая Мирликийского в Покровском города Москвы[338].
- Дирлик, Ариф (77) — американский историк[339].
- Калдоя, Ханс (75) — советский и эстонский актёр[340].
- Кастеллани, Энрико (87) — итальянский художник[341].
- Куроян, Иосиф Яковлевич (82) — советский и российский художник-мультипликатор[342]
- Манап, Омар (85) — малайзийский бадминтонист, чемпион мира (1967)[343].
- Мозурайтис, Овидиюс Зенонович (58) - советский и литовский футболист ("Атлантас", "Жальгирис")[344].
- Мурзенко, Владимир Григорьевич (80) — советский и украинский шахтёр, Герой Социалистического Труда (1973), Герой Украины (2001)[345].
- Наар, Джон (97) — британский фотограф и писатель-эколог[346].
- Сиддик, Абба (93) — чадский государственный и политический деятель, министр образования, лидер Фронта национального освобождения Чада (1970—1978)[347].
- Террасас, Джаннет (?) — мексиканская актриса театра и кино[348].
- Уиттен, Лес (89) — американский журналист и писатель[349].
- Уоллес, Перри (69) — американский баскетболист[350].
- Фельдштейн, Питер (75) — американский фотограф[351].
- Фос, Ули (56) — западногерманский хоккеист на траве, чемпион летних Олимпийских игр в Мюнхене (1972)[352].
- Шмидтке, Фреди (56) — немецкий велосипедист, чемпион летних Олимпийских игр в Лос-Анджелесе (1984)[353].